# Roger Federer
Roger Federer   (Basilea, 8 d'agost de 1981) és un exjugador de tennis suís. Considerat un dels millors tennistes de la història, va romandre un total de 310 setmanes com a número 1 del rànquing individual masculí, de les quals 287 consecutives, superant el rècord de Pete Sampras amb més setmanes al capdamunt del rànquing individual, tot i que el març de 2021 Novak Djokovic va trencar la marca de Federer. Fou el tercer tennista de l'Era Open a superar les 1000 victòries en partits individuals.
Durant la seva carrera ha guanyat un total de 20 títols de Grand Slam i és un dels set únics tennistes a completar el Grand Slam durant la carrera, ja que ha guanyat els quatre torneigs de Grand Slam. A més, també és l'únic tennista a disputar almenys cinc finals de cada Grand Slam i un dels pocs que ha disputat la final de tots els torneigs ATP Masters 1000. Ha disputat un total de 30 finals de Grand Slam, deu de les quals consecutives, i també 23 semifinals de Grand Slam consecutives. En el seu palmarès també hi ha 6 Copes Masters i 27 títols Masters. Una altra fita important fou la medalla d'or de dobles masculins fent parella amb Stanislas Wawrinka en els Jocs Olímpics de 2008 celebrats a Pequín, tot i que no s'ha prodigat gaire pel circuit de dobles durant la seva trajectòria. En la següent cita olímpica celebrada a Londres 2012 arribà a la final individual però no pogué superar a Andy Murray, guanyant la medalla d'argent i quedant-se a les portes de completar el Golden Slam (els quatre Grand Slams i la medalla d'or olímpica). En el seu palmarès hi un total de 103 títols individuals, segon tennista amb més títols per darrere de Jimmy Connors.
La seva rivalitat esportiva contra Rafael Nadal i Novak Đoković han estat considerades dues de les més grans de tota la història de l'esport. És un tennista molt respectat pels seus rivals i seguidors del tennis, fet que demostra haver reconegut com el tennista favorit pels seguidors de l'ATP durant nou anys consecutius (2003-2011). Fruit del seu èxit esportiu fou guardonat amb el premi Laureus World Sportsman of the Year com a millor esportista de l'any en cinc ocasions, quatre d'elles consecutives (2005-2008). A vegades se'l coneix amb el sobrenom de "Federer Express", abreviat també "FedEx".
El 15 de setembre de 2022 ha anunciat la seva retirada del tenis professional als 41 anys, amb un comunicat emès a les xarxes socials. Roger Federer s'acomiadà del tenis en un partit de dobles amb Rafael Nadal el 23 de setembre.

## Biografia
Federer va néixer el 1981 a la petita ciutat de Binningen (a prop de Basilea, Suïssa), de pare suís-alemany (Robert Federer) i mare sud-africana (Lynette Federer), té, a més, una germana més gran. La seva parella és Miroslava "Mirka" Vavrinec, exjugadora de tennis eslovaca que va conèixer l'any 2000 durant el Jocs Olímpics de Sydney. Es va retirar el 2002 a causa d'una lesió i des de llavors va esdevenir la seva representant en relacions públiques. L'11 d'abril de 2009 es van casar en una cerimònia molt familiar i es van establir a Oberwil, Suïssa. El juny del mateix any de donar a llum a dues bessones anomenades Myla Rose i Charlene Riva. El 6 de maig de 2014 foren pares novament d'una parella de bessons, en aquest cas de dos nens, Leo i Lennart.
Roger Federer ha estat lligat a diverses tasques humanitàries que van començar amb la creació de la Roger Federer Foundation l'any 2003, entre les seves tasques destaquen l'ajuda a nens discapacitats (sobretot a Sud-àfrica). L'any 2004, arran del Tsunami de l'oceà Índic va encoratjar a altres jugadors de tennis perquè unissin esforços per aconseguir diners per a les víctimes. El 3 d'abril de 2006 va esdevenir ambaixador de bona voluntat de l'UNICEF. El 2007 fou guardonat amb el premi Marca Leyenda.
La seva llengua nadiua és l'alemany, tot i que també domina el francès i l'anglès.

## Torneigs de Grand Slam

### Individual: 31 (20−11)
| Resultat  | Núm. | Any  | Torneig              | Oponent en la final   | Marcador                           |
| --------- | ---- | ---- | -------------------- | --------------------- | ---------------------------------- |
| Guanyador | 1.   | 2003 | Wimbledon            | Mark Philippoussis    | 7−6(5), 6−2, 7−6(3)                |
| Guanyador | 2.   | 2004 | Open d'Austràlia     | Marat Safin           | 7−6(3), 6−4, 6−2                   |
| Guanyador | 3.   | 2004 | Wimbledon (2)        | Andy Roddick          | 4−6, 7−5, 7−6(3), 6−4              |
| Guanyador | 4.   | 2004 | US Open              | Lleyton Hewitt        | 6−0, 7−6(3), 6−0                   |
| Guanyador | 5.   | 2005 | Wimbledon (3)        | Andy Roddick          | 6−2, 7−6(2), 6−4                   |
| Guanyador | 6.   | 2005 | US Open (2)          | Andre Agassi          | 6−3, 2−6, 7−6(1), 6−1              |
| Guanyador | 7.   | 2006 | Open d'Austràlia (2) | Markos Bagdatís       | 5−7, 7−5, 6−0, 6−2                 |
| Finalista | 1.   | 2006 | Roland Garros        | Rafael Nadal          | 6−1, 1−6, 4−6, 6−7(4)              |
| Guanyador | 8.   | 2006 | Wimbledon (4)        | Rafael Nadal          | 6−0, 7−6(5), 6−7(2), 6−3           |
| Guanyador | 9.   | 2006 | US Open (3)          | Andy Roddick          | 6−2, 4−6, 7−5, 6−1                 |
| Guanyador | 10.  | 2007 | Open d'Austràlia (3) | Fernando González     | 7−6(2), 6−4, 6−4                   |
| Finalista | 2.   | 2007 | Roland Garros (2)    | Rafael Nadal          | 3−6, 6−4, 3−6, 4−6                 |
| Guanyador | 11.  | 2007 | Wimbledon (5)        | Rafael Nadal          | 7−6(7), 4−6, 7−6(3), 2−6, 6−2      |
| Guanyador | 12.  | 2007 | US Open (4)          | Novak Đoković         | 7−6(4), 7−6(2), 6−4                |
| Finalista | 3.   | 2008 | Roland Garros (3)    | Rafael Nadal          | 1−6, 3−6, 0−6                      |
| Finalista | 4.   | 2008 | Wimbledon            | Rafael Nadal          | 4−6, 4−6, 7−6(5), 7−6(8), 7−9      |
| Guanyador | 13.  | 2008 | US Open (5)          | Andy Murray           | 6−2, 7−5, 6−2                      |
| Finalista | 5.   | 2009 | Open d'Austràlia     | Rafael Nadal          | 5−7, 6−3, 6−7(3), 6−3, 2−6         |
| Guanyador | 14.  | 2009 | Roland Garros        | Robin Söderling       | 6−1, 7−6(1), 6−4                   |
| Guanyador | 15.  | 2009 | Wimbledon (6)        | Andy Roddick          | 5−7, 7−6(6), 7−6(5), 3−6, 16−14    |
| Finalista | 6.   | 2009 | US Open              | Juan Martín del Potro | 6−3, 6−7(5), 6−4, 6−7(4), 2−6      |
| Guanyador | 16.  | 2010 | Open d'Austràlia (4) | Andy Murray           | 6−3, 6−4, 7−6(11)                  |
| Finalista | 7.   | 2011 | Roland Garros (4)    | Rafael Nadal          | 5−7, 6−7(3), 7−5, 1−6              |
| Guanyador | 17.  | 2012 | Wimbledon (7)        | Andy Murray           | 4−6, 7−5, 6−3, 6−4                 |
| Finalista | 8.   | 2014 | Wimbledon (2)        | Novak Đoković         | 7−6(7), 4−6, 6−7(4), 7−5, 4−6      |
| Finalista | 9.   | 2015 | Wimbledon (3)        | Novak Đoković         | 6−7(1), 7−6(10), 4−6, 3−6          |
| Finalista | 10.  | 2015 | US Open (2)          | Novak Đoković         | 4−6, 7−5, 4−6, 4−6                 |
| Guanyador | 18.  | 2017 | Open d'Austràlia (5) | Rafael Nadal          | 6−4, 3−6, 6−1, 3−6, 6−3            |
| Guanyador | 19.  | 2017 | Wimbledon (8)        | Marin Čilić           | 6−3, 6−1, 6−4                      |
| Guanyador | 20.  | 2018 | Open d'Austràlia (6) | Marin Čilić           | 6−2, 6−7(5), 6−3, 3−6, 6−1         |
| Finalista | 11.  | 2019 | Wimbledon (4)        | Novak Đoković         | 6−7(5), 6−1, 5−7(4), 6−4, 12−13(3) |

## Jocs Olímpics

### Individual
| Resultat | Any  | Campionat                          | Oponent            | Marcador            |
| -------- | ---- | ---------------------------------- | ------------------ | ------------------- |
| 4t lloc  | 2000 | Jocs Olímpics, Sydney, Austràlia   | Arnaud Di Pasquale | 6−7(5), 7−6(7), 3−6 |
| Argent   | 2012 | Jocs Olímpics, Londres, Regne Unit | Andy Murray        | 2−6, 1−6, 4−6       |

### Dobles
| Resultat | Any  | Campionat                   | Parella            | Oponents                       | Marcador              |
| -------- | ---- | --------------------------- | ------------------ | ------------------------------ | --------------------- |
| Or       | 2008 | Jocs Olímpics, Pequín, Xina | Stanislas Wawrinka | Simon Aspelin Thomas Johansson | 6−3, 6−4, 6−7(4), 6−3 |

## Carrera esportiva

### Inicis (1998−2002)

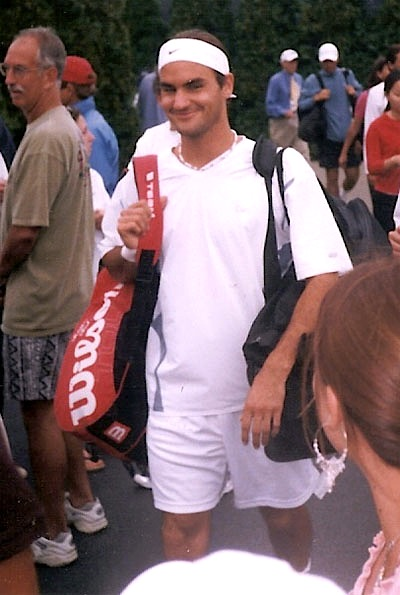
Roger Federer al US Open (2002).

En la seva etapa de júnior, el primer gran èxit fou a Wimbledon l'any 1998, quan es va imposar en les proves individual i dobles. Individualment va superar a Irakli Labadze en la final, i en dobles va superar a Michaël Llodra i Andy Ram fent parella amb Olivier Rochus. El mateix any també fou finalista al US Open en ser derrotat per David Nalbandian en la final. També va guanyar el prestigiós Orange Bowl derrotant Guillermo Coria, i va acabar la temporada com a número 1 en categoria júnior.
El primer torneig com professional que va disputar fou a Gstaad l'any 1998 però va caure davant Lucas Arnold Ker. El 2000 va disputar la seva primera final a Marsella però el va derrotar el seu compatriota Marc Rosset. A l'estiu va disputar els Jocs Olímpics celebrats a Sydney amb 19 anys, i va romandre a les portes del podi després de perdre en la final de consolació contra Arnaud di Pasquale. L'any següent va disputar la Copa Hopman representant Suïssa junt a Martina Hingis i es van endur el trofeu superant la parella estatunidenca formada per Monica Seles i Jan-Michael Gambill. El primer títol individual el va guanyar a Milà el 2001, imposant-se a Julien Boutter. Aquest mateix any va arribar als quarts de final del Roland Garros i de Wimbledon, superant pel camí al defensor del títol i heptacampió d'aquest torneig, Pete Sampras.
L'any 2002 va arribar a la final del Masters de Miami però caigué enfront d'Andre Agassi en la final. Es va recompondre ràpidament per imposar-se en el Masters d'Hamburg superant a Marat Safin en terra batuda. Aquesta victòria el va introduir al Top 10 per primera ocasió. Eliminat a primeres rondes de tres dels quatre Grand Slam, cal destacar d'aquest any la pèrdua en un accident de trànsit del seu entrenador i mentor, l'australià Peter Carter. Durant aquesta temporada va participar activament en la Copa Davis representant el seu país, va guanyar tres partits contra els Estats Units i també dos individuals contra Rússia derrotant dos antics números 1, Marat Safin i Ievgueni Kàfelnikov. Fins aquest any, Federer va disputar deu finals però només es va imposar en quatre, i també va disputar sis finals en dobles. En aquesta categoria va destacar el títol de Masters d'Indian Wells junt a Maks Mirni. Acabà la temporada en el sisè lloc del rànquing ATP, fet que li va permetre disputar la seva primera Tennis Masters Cup, però va perdre contra Lleyton Hewitt a semifinals.

### Inflexió i domini (2003−2007)
Inicià la temporada 2003 guanyant consecutivament els torneigs de Dubai i Marsella superant a Fèlix Mantilla i Jonas Björkman respectivament. Al Masters de Miami va aconseguir el seu primer i més important títol de dobles fent parella amb Maks Mirni. Posteriorment s'emportà el torneig de Múnic derrotant Jarkko Nieminen i sense perdre un sol set en tot el torneig. Fou finalista al Masters de Roma en caure davant Mantilla, però aquesta trajectòria no evità la derrota en primera ronda del Roland Garros contra Luis Horna. Ràpidament es va refer en arribar els torneigs sobre la seva superfície preferida, la gespa, i s'imposà a Halle. La data clau en la seva carrera fou el 6 de juliol quan es va coronar a Wimbledon enduent-se el seu primer títol de Grand Slam. En la final va derrotar a Mark Philippousis. Posteriorment fou finalista a Gstaad en caure davant Jiri Novak. Al Masters del Canadà fou semifinalista en ser derrotat per Andy Roddick. Malgrat ser el seu màxim rival en aquell moment i pressuposar-se una gran rivalitat en el futur a causa de la joventut d'ambdós, aquesta seria la darrera derrota contra Roddick fins a l'any 2008. En el US Open avançà fins a quarta ronda on coincidí amb Nalbandian, la seva bèstia negra, ja que després de cinc enfrontaments encara no l'havia pogut vèncer. Posteriorment, Federer va guanyar el torneig de Viena superant a Carles Moyà. Acabà la temporada imposant-se en la Copa Masters celebrada a Houston, guanyant tots els partits. En la fase inicial va derrotar a Agassi, Nalbandian (per primera vegada) i Juan Carlos Ferrero, mentre que a semifinals va superar a Roddick i en la final a Agassi. En la Copa Davis va contribuir decisivament perquè Suïssa arribés a semifinals del Grup Mundial. Durant la temporada va disputar un total de nou finals individuals, de les quals va guanyar-ne set, i va arribar al número 2 del rànquing mundial. Després de quatre anys, Peter Lundgren deixà de ser el seu entrenador.
2004
El 2004 Federer va tenir d'un dels anys més reeixits i dominants de l'època moderna del tennis. Guanyà tres dels quatre Grand Slams, fita que no s'aconseguia des de Mats Wilander el 1988, un total d'onze títols, no va patir cap derrota contra un top ten i guanyà totes les finals a les quals arribà.

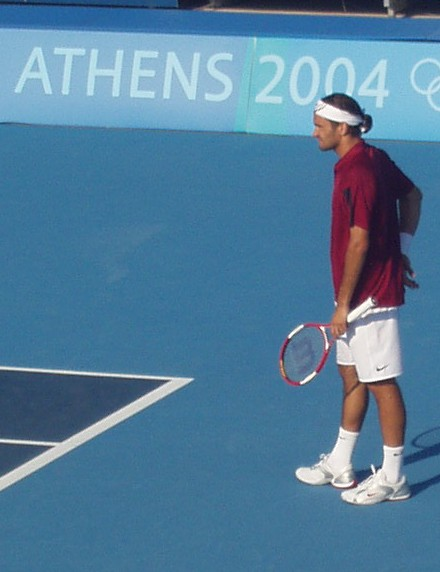
Federer durant els Jocs Olímpics d'Atenes (2004).

Va començar l'Open d'Austràlia com a segon cap de sèrie i va superar pel camí a Hewitt (antic número 1), Nalbandian (que l'havia vençut en gairebé tots els enfrontaments) i Ferrero (número 3 del rànquing) per arribar per primera vegada a la final d'aquest Grand Slam. Allà va guanyar a Safin, exnúmero 1, en tres sets. Amb aquesta victòria i el resultat de Roddick en el torneig, Federer va accedir al número 1 del rànquing mundial el 2 de febrer de 2004, i no l'abandonaria fins al 18 d'agost de 2008 després de 237 setmanes consecutives aconseguint un record absolut. A Rotterdam fou superat per Tim Henman a quarts de final però s'endugué el torneig de Dubai vencent a Feliciano López en la final. Guanyà el seu primer Masters d'Indian Wells superant a Henman en la final i al Masters de Miami es quedà a tercera ronda derrotat pel seu gran rival Rafael Nadal en el seu primer enfrontament. Va renunciar a participar en el Masters de Montecarlo però si va jugar al Masters de Roma, on va caure a segona ronda contra Albert Costa. Després va disputar el Masters d'Hamburg i va guanyar el títol derrotant en la final a Coria, que portava una ratxa de 31 victòries consecutives sobre terra batuda. En el seu primer Grand Slam com a principal cap de sèrie, al Roland Garros, fou superat en tercera ronda per Gustavo Kuerten, campió en tres ocasions d'aquest torneig.
Demostrant que era el millor tennista sobre pista de gespa, es va emportar el títol de Torneig de Halle derrotant Mardy Fish en la final i sense perdre un sol set en tot el torneig. A Wimbledon va defensar el títol amb èxit derrotant Roddick (número 2 del rànquing) i cedint només dos sets en tot el torneig. A continuació va disputar el Gstaad, l'únic torneig celebrat al seu país i que disputava cada any sense èxit, però en aquesta edició ho va aconseguir per fi després de vèncer a Ígor Andréiev. A l'estiu va guanyar el Masters del Canadà a Toronto derrotant Roddick. Al Masters Cincinnati es va trencar sobtadament la seva ratxa de 23 victòries consecutives en caure a primera ronda contra Dominik Hrbaty. L'agost es van celebrar els Jocs Olímpics a Atenes, però malgrat ser el clar favorit, va caure tot just a segona ronda contra un jove Tomáš Berdych. Aquesta fou la darrera derrota de la temporada que va patir. En el US Open va guanyar el seu tercer Grand Slam de la temporada i quart de la seva carrera. A quarts de final, Andre Agassi li va complicar molt les coses forçant-lo a cinc sets, en canvi, en la final, va superar fàcilment a Hewitt en tres sets per 6-0, 7-6(3), 6-0. Des de 1884 que ningú no aconseguia un doble 6-0 en una final del US Open. Posteriorment va disputar el torneig de Bangkok i es va imposar novament a Roddick. Amb aquesta victòria va guanyar la seva dotzena final consecutiva empatant amb el record de Bjorn Borg i John McEnroe. Va renunciar al Masters de Madrid per centrar-se a la primera edició del torneig de Basilea, la seva ciutat natal, però una lesió inoportuna a la cuixa esquerra va impedir la seva participació. Per aquest mateix motiu va haver de renunciar al Masters de París però es va recuperar a temps per disputar la Tennis Masters Cup celebrada Houston. Com a cap de sèrie número 1, va tenir l'honor de dinar amb el president estatunidenc George H.W. Bush. En la fase inicial va guanyar els tres partits contra Moyà, Hewitt i Gaston Gaudio cedint només un set. A semifinals va derrotar a Safin després de guanyar un històric tie-break al segon set amb el resultat final de 20-18 i una duració de 27 minuts. En la final va vèncer novament a Hewitt (sisena victòria en aquesta temporada) aconseguint el segon títol consecutiu. Amb aquesta victòria va allargar la seva marca a tretze victòries consecutives en la Copa Masters, superant l'anterior que compartien Borg i McEnroe.
Va acabar l'any amb una marca de 74 victòries i només 6 derrotes, que li van permetre guanyar un total d'onze títols en les onze finals que va disputar. A principis del 2005 li concediren el Premi Laureus al millor esportista de l'any per l'espectacular temporada que va realitzar. Cal destacar que el suís no tingué un entrenador estable, sinó que confià en el seu preparador físic, Pierre Paganini, el seu fisioterapeuta Pavel Kovac i un equip de mànagers format pels seus pares, la seva xicota Mirka (mànager oficial) i uns quants amics.
2005

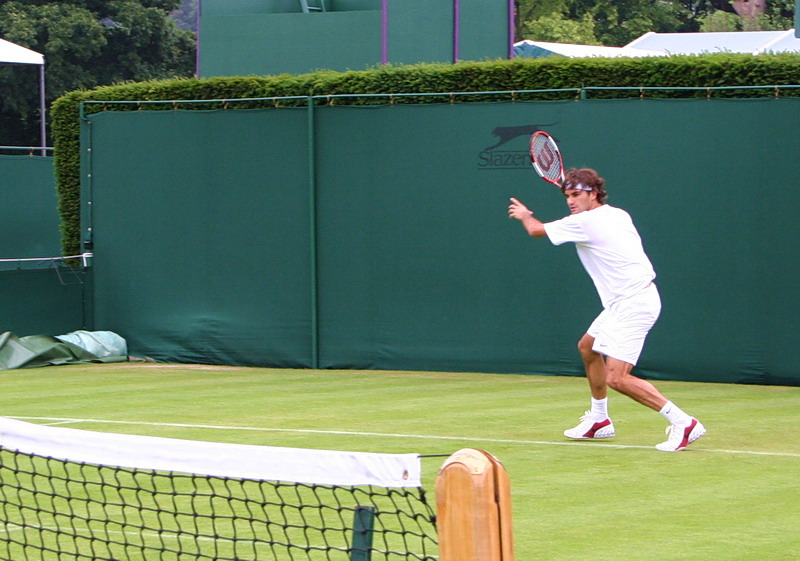
Federer a Wimbledon (2005).

A l'inici d'any, Federer va contractar l'extennista australià Tony Roche com a entrenador esporàdic, bàsicament per preparar els torneigs més importants de la temporada. Va començar amb l'eliminació a semifinals de l'Open d'Austràlia davant qui acabaria guanyant el torneig, Marat Safin en cinc sets. Es referia poc després guanyant els Masters d'Indian Wells i de Miami derrotant Hewitt i Nadal en les respectives finals. Al mes de maig guanyaria el Masters d'Hamburg per tercera vegada derrotant Richard Gasquet, qui prèviament l'havia eliminat a Montecarlo. Arribà el Grand Slam de Roland Garros amb Federer com un dels favorits, però caigué davant la revelació d'aquell any sobre terra batuda, Rafael Nadal, que també acabaria guanyant el torneig. Just després arribaria la temporada de gespa (la superfície més favorable per l'helvètic) completant una altra temporada perfecta amb els títols de Halle i Wimbledon per tercer any consecutiu i reeditant la final de l'any precedent amb Roddick. Posteriorment també es va imposar en el Masters de Cincinnati contra Roddick, sent el primer tennista a guanyar quatre títols Masters en una temporada. En el US Open derrotà a Agassi en la final en quatre sets defensant amb èxit el títol. Malgrat superar a Andy Murray en la final de Bangkok, va fallar en la defensa del Tennis Masters Cup de Xangai, on Nalbandian seria el triomfador. Va acabar la temporada amb un total de 81 victòries i només 4 derrotes, que li van permetre guanyar 11 títols, dos dels quals Grand Slams i quatre Masters, i establir una marca de 25 finals guanyades consecutivament.
2006
Durant la temporada 2006, Federer va disputar les quatre finals de Grand Slams i es va imposar en tres excepte Roland Garros que el superà Nadal. També va disputar sis finals de Masters guanyant les quatre sobre superfície dura i perdent les de terra batuda, ambdues contra Nadal, i s'adjudicà la seva tercera Copa Masters.

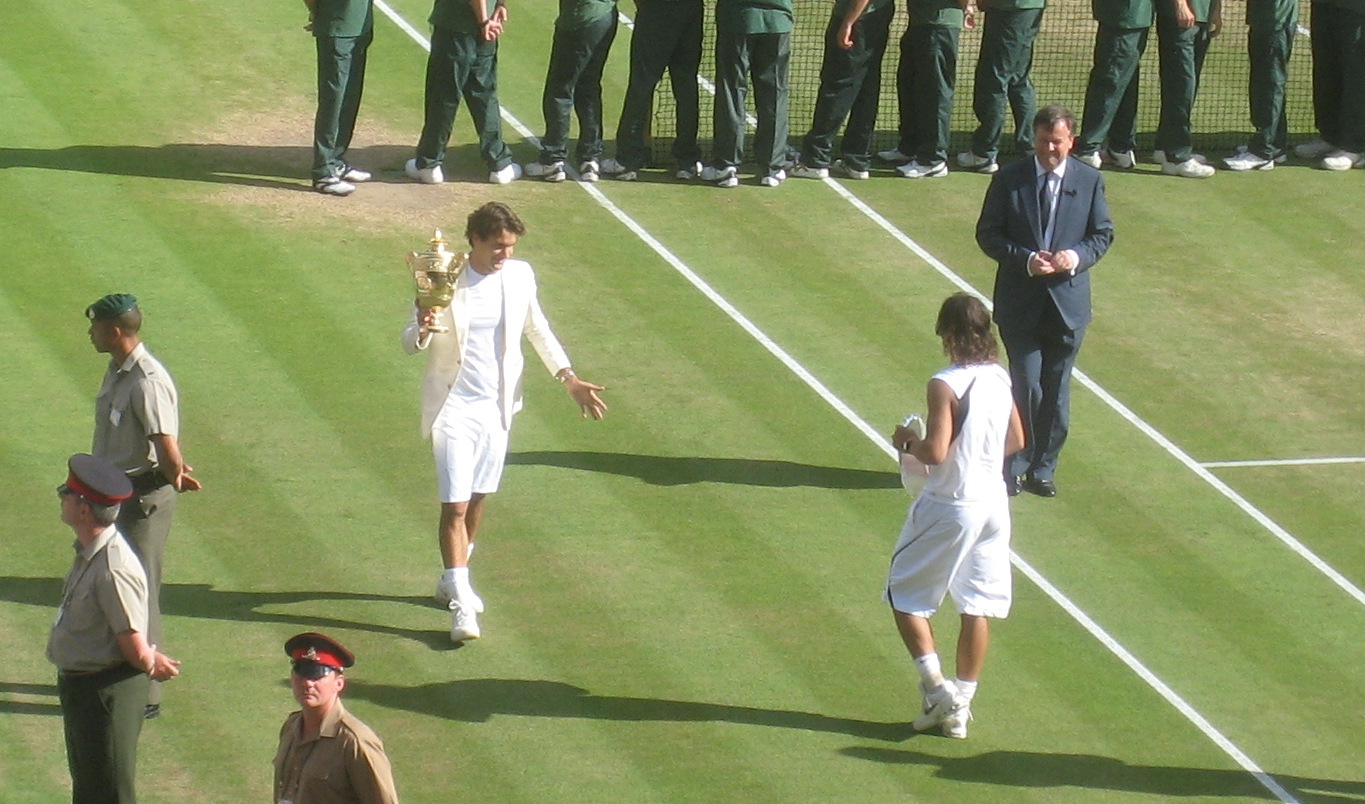
Federer i Nadal presentant els trofeus de Grand Slam de Wimbledon (2006).

El primer torneig que va disputar fou el de Doha, on s'imposà vencent a Gaël Monfils en la final. Seguidament disputà l'Open d'Austràlia on es coronà per segona ocasió després de derrotar a Markos Bagdatís. Fou el seu setè títol de Grand Slam i la seva setena victòria consecutiva en final de Grand Slam. A Dubai va arribar a la final però va caure davant Nadal en el seu primer enfrontament de l'any. Va defensar amb èxit el Masters d'Indian Wells superant a James Blake en la final aconseguint el tercer consecutiu. També va defensar el Masters de Miami vencent a Ivan Ljubičić. Sobre terra batuda, avançà fins a la final del Masters de Montecarlo, superant en el primer partit a un jove Novak Đoković en el seu primer enfrontament. Nadal, rei sobre terra batuda, el va derrotar en la final. El resultat fou el mateix al Masters de Roma però va esdevenir un dels millors enfrontaments de la seva rivalitat. Federer va forçar els cinc sets, va disposar de dues boles de partit i el partit va culminar en un tie-break. Degut al cansament acumulat durant aquest torneig, ambdós tennistes van refusar participar en el Masters d'Hamburg. Camí de la seva primera final de Roland Garros només va perdre dos sets, però va coincidir novament amb Nadal en el partit decisiu. Malgrat guanyar fàcilment el primer set, Nadal el va vèncer en quatre sets. Amb aquesta final, Federer va esdevenir el segon tennista de l'Era Open que disputava les quatre finals de Grand Slam darrere d'Agassi, però alhora també acabava amb moltes prediccions que indicaven que Federer aconseguiria completar el Grand Slam pur durant el 2006.
Novament va demostrar que era el millor tennista sobre gespa, primer amb el quart títol consecutiu a Halle derrotant Berdych i llavors amb un nou Grand Slam de Wimbledon. Es va plantar en la final sense cedir cap set i allà va coincidir novament amb Nadal, que l'havia superat en els quatre enfrontaments de la temporada. Federer es va imposar en la final en quatre sets, el primer dels quals deixant-lo a 0, i va aconseguir el seu quart títol consecutiu a Wimbledon. A l'estiu va guanyar el Masters del Canadà celebrat a Toronto superant a Gasquet en la final. Seguidament tenia la intenció de defensar el títol del Masters de Cincinnati però va caure a segona ronda davant Murray, suposant el primer torneig de l'any on no arribava a la final. Aquesta derrota el va enfortir psicològicament, ja que no va cedir cap més derrota en el que restava de temporada. En el US Open es va imposar en la final per tercera ocasió consecutiva, aquest cop contra Roddick. Amb aquesta victòria esdevenia el tercer tennista de l'Era Open amb més títols de Grand Slam (9). A Tòquio va guanyar un nou torneig vencent a Tim Henman en la final. En la final del Masters de Madrid va superar a Fernando González aconseguint el seu quart títol Masters de l'any, empatant amb la fita que havia aconseguit Nadal l'any anterior. En el seu torneig local, Basilea, per fi va aconseguir imposar-se en la final derrotant González novament. Aquesta victòria fou especialment commovedora per Federer, ja que Basilea és la ciutat on va créixer, i fins i tot havia estat aplegapilotes del torneig quan era nen. Finalment va disputar la Copa Masters amb cinc victòries més, tres en la fase prèvia sobre Nalbandian, Roddick i Ljubičić, a Nadal en semifinals i a Blake en la final, adjudicant-se així per tercera ocasió aquest torneig.
Durant l'any 2006 va disputar 16 finals i es va imposar en 12, inclòs els tres títols de Grand Slams, quatre Masters i la Copa Masters. Va aconseguir una total de 92 victòries i va patir només cinc derrotes, quatre contra Nadal i una contra Murray en l'única que no era en una final i també l'única en la qual no va guanyar cap set. Aquest percentatge de victòries (92-5) fou lleugerament inferior al 81-4 aconseguit la temporada anterior. Destacar també que va acabar l'any amb una ratxa de 29 victòries consecutives des de la derrota al Masters de Cincinnati davant Murray.
2007

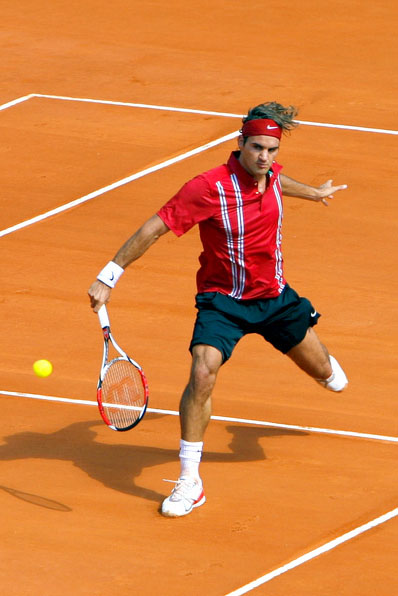
Federer al Masters de Montecarlo (2007).

Continuant amb la ratxa de 29 victòries consecutives de la temporada anterior, es va plantar a la final de l'Open d'Austràlia després de vèncer a Roddick a semifinals. Va guanyar el seu tercer Grand Slam australià derrotant González en la final i sense perdre un sol set en tot el torneig, fita que no s'aconseguia des de Björn Borg el 1980. Va allargar a marca a 36 victòries, superant la seva millor ratxa de 35 durant el 2005. Seguidament va guanyar el seu quart títol de Dubai superant a Mikhaïl Iujni. Només necessitava arribar a la final del Masters d'Indian Wells per trencar el rècord de més victòries consecutives que posseïa Guillermo Vilas des del 1977, però va perdre a segona ronda davant Guillermo Cañas i es va quedar en 41 victòries. Casualment, van tornar a coincidir una setmana després en el Masters de Miami i l'argentí el va tornar a sorprendre a quarta ronda. En el Masters de Montecarlo es va repetir la final de l'edició prèvia i novament el va superar Nadal. En el Masters de Roma es va deixar sorprendre per Filippo Volandri a tercera ronda, suposant la primera vegada que disputava quatre torneigs seguits sense emportar-se cap títol d'ençà que era número 1. Aquesta mala ratxa va acabar amb la victòria en el Masters d'Hamburg superant a Nadal per primera vegada sobre terra batuda i posant fi la seva mítica ratxa de 81 victòries consecutives sobre aquesta superfície. Després d'aquesta victòria van créixer les especulacions sobre que Federer podria per fi completar el Grand Slam (guanyar els quatre Grand Slams) i pot ser també fer-ho en un any natural, ja que només li faltava el Roland Garros sobre terra batuda. Malauradament, tot i jugar força bé la final, Nadal es va tornar a imposar en quatre sets després de desaprofitar les nombroses oportunitats de trencar-li el servei durant el partit.
Va renunciar a participar en el torneig de Halle malgrat ser el guanyador en les darreres quatre ocasions a causa de la fatiga. Tanmateix, es va coronar igualment en el Wimbledon sobre Nadal, tot i que li va oferir molta resistència arribant als cinc sets. Va empatar amb Borg en el rècord de cinc títols de Wimbledon consecutius i va aconseguir el seu onzè títol de Grand Slam. En el Masters del Canadà no va poder defensar el títol aconseguit en l'edició anterior, ja que va caure davant Đoković per primera vegada. Al Masters de Cincinnati si que va poder imposar-se en la final superant a Blake aconseguint el 50è títol individual de la seva carrera. En el US Open va arribar a la final amb moltes dificultats en diversos partits. Va derrotar a Đoković en la final aconseguint el seu quart títol consecutiu a Nova York, i situant-se com a segon tennista de l'Era Open amb més títol de Grand Slam, just darrere de Pete Sampras. Va esdevenir també el primer tennista a guanyar tres Grand Slams en un mateix any durant tres anys (2004, 2006, 2007). Va intentar defensar el títol del Masters de Madrid però en la final fou sorprès per Nalbandian, que pel camí també havia derrotat Đoković i Nadal. A Basilea si que va poder defensar el títol aconseguint el tercer consecutiu. Al Masters de París es va tornar a trobar a Nalbandian en tercera ronda i novament el va superar fàcilment. Tanmateix, va acabar la temporada de forma rodona imposant-se en la Copa Masters disputada a Xangai per quarta ocasió. Va perdre el primer partit contra González però va guanyar la resta contra Roddick i Nikolai Davidenko, les semifinals contra Nadal i la final contra David Ferrer.
Novament va acabar la temporada com a número 1 del rànquing individual per quarta vegada consecutiva amb una marca de 68 victòries i 9 derrotes. A banda de guanyar tres Grand Slams i disputar les quatre finals, destaca la marca aconseguida de 41 victòries consecutives entre 2006 i 2007, i que posar fi al registre històric de 81 victòries consecutives sobre terra batuda que portava Rafael Nadal.

### Duel amb Nadal i Grand Slam (2008−2010)
2008
La temporada de Federer va començar amb la defensa de l'Open d'Austràlia, però fou sorprès a semifinals per Đoković en només 3 sets i que es va coronar campió. Aquesta derrota va tallar el rècord de 10 finals de Grand Slam consecutives. Al març va revelar que a finals del 2007 li fou diagnosticat una mononucleosis, però que no el va afectar per competir en el Grand Slam. Això no obstant, Federer va patir una important derrota en primera ronda del torneig de Dubai davant Murray, on també defensava el títol. Els seus resultats no van millorar gaire, ja que al Masters d'Indian Wells i al Masters de Miami va perdre a semifinals i quarts de final contra Fish i Roddick respectivament. Paradoxalment, sobre terra batuda va aconseguir el primer èxit de l'any amb el títol a Estoril en vèncer a Davidenko en la final. Fou el primer èxit amb José Higueras com a entrenador i el primer títol sobre terra batuda que no era Masters des de Gstaad 2004. En el Masters de Montecarlo va arribar a la final però fou superat per Nadal, i en el Masters de Roma fou derrotat per Radek Štěpánek a quarts de final. Al Masters d'Hamburg no va poder reeditar el títol en caure a la final novament contra Nadal. En el Roland Garros va arribar a la seva tercera final consecutiva però fou derrotat per Nadal una altra vegada. En aquest torneig l'havia superat Nadal en les quatre darreres edicions, i en aquesta només va aconseguir guanyar-li quatre jocs.

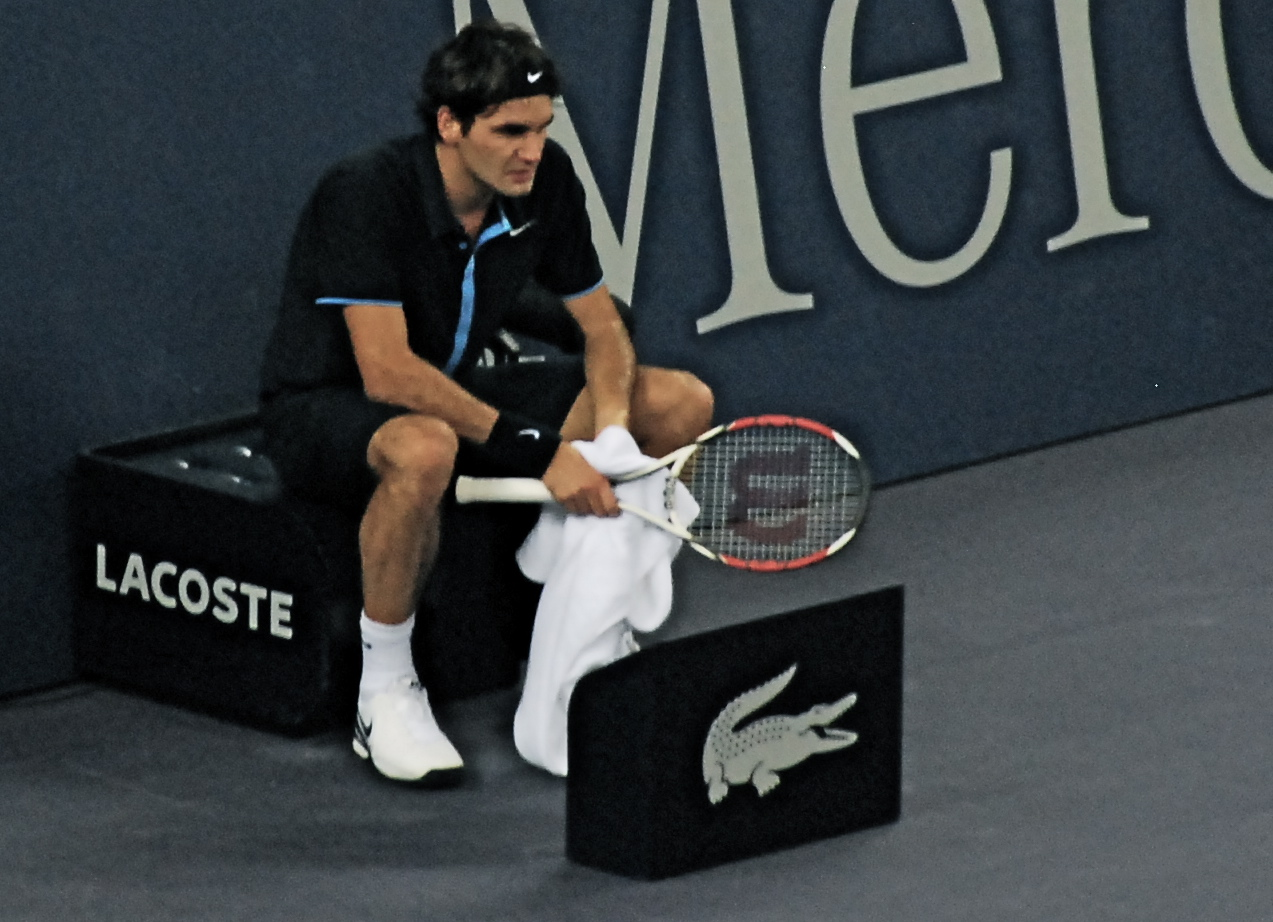
Federer al Tennis Masters Cup (2008).

Es va refer ràpidament amb la victòria al torneig de Halle contra Philipp Kohlschreiber sense perdre un sol set en tot el torneig. Amb aquest títol va empatar amb Sampras en el rècord de més títols sobre gespa (10). En el seu torneig preferit, Wimbledon, Federer va intentar aconseguir la seva sisena corona consecutiva per trencar el rècord de Borg durant l'Era Open i empatar amb William Renshaw de 1886. Malgrat salvar diversos punts de partit, va acabar sucumbint davant Nadal. A causa de diverses aturades per la pluja i el cinc sets que van forçar els tennistes, la final va durar gairebé 5 hores, marcant la final més llarga d'aquest torneig. Aquesta derrota va posar fi al registre de 65 victòries consecutives sobre gespa que portava Federer. Aquesta derrota el va afectar negativament, ja que va patir derrotes en rondes inicials en els Masters del Canadà i Masters de Cincinnati davant Gilles Simon (segona ronda) i Ivo Karlovic (tercera) respectivament. Aquests resultats negatius de l'estiu van provocar que Nadal el superés en el rànquing individual després de 237 setmanes en aquest lloc. Seguidament es van celebrar els Jocs Olímpics de Pequín i Federer fou l'abanderat del seu país. Va caure a quarts de final contra Blake, que encara no l'havia guanyat mai. Paradoxalment va aconseguir l'èxit amb la medalla d'or en el quadre de dobles junt al seu compatriota Stanislas Wawrinka, superant a la parella número 1 dels germans Bryan estatunidencs a semifinals i la parella sueca Simon Aspelin i Thomas Johansson en la final. Quan ja ningú apostava per la seva victòria degut als mals resultats durant tota la temporada, Federer va arribar a la final del US Open sense perdre cap set i es va endur el Grand Slam en vèncer a Murray en la final, que disputava la seva primera final de Grans Slam. Aquesta va esdevenir el seu cinquè títol consecutiu al US Open i tretzè Grand Slam de la seva carrera. Era el primer tennista a guanyar cinc títols consecutius a Wimbledon i US Open. Al Masters de Madrid, Murray es va venjar en derrotar-lo a semifinals. Malgrat no aconseguir la victòria, es va situar al capdavant de la llista de tennistes amb més diners guanyats superant a Sampras. Va reeditar el títol de Basilea superant a Nalbandian en la final. Al Masters de París només fou quartfinalista en renunciar a jugar el partit contra Blake a causa d'un dolor a l'esquena. Aquesta fou la primera vegada que Federer renunciava a jugar un partit durant els 763 partits de la seva carrera esportiva. Nadal va renunciar a participar en la Tennis Masters Cup i Federer va entrar el torneig com a principal cap de sèrie. Tanmateix, no es va recuperar del tot i va patir diversos problemes físics, només va aconseguir una victòria contra Stepanek i va perdre els altres dos contra Simon i Murray.
Després del domini aconseguit durant els anys anteriors, aquest va representar un any força negatiu en la seva carrera. Els èxits més importants de l'any foren el US Open, però es quedava curt després de guanyar tres Grand Slams en els darrers anys, i també la medalla d'or en Jocs Olímpics de Pequín. Fou finalista en altres dos Grand Slams però Nadal el va superar en el rànquing individual. Destaca el fet que des de 2003 que no es quedava en blanc en títols de categoria Masters. Finalment va guanyar un total quatre títols i una marca de 66 victòries i 15 derrotes.
2009

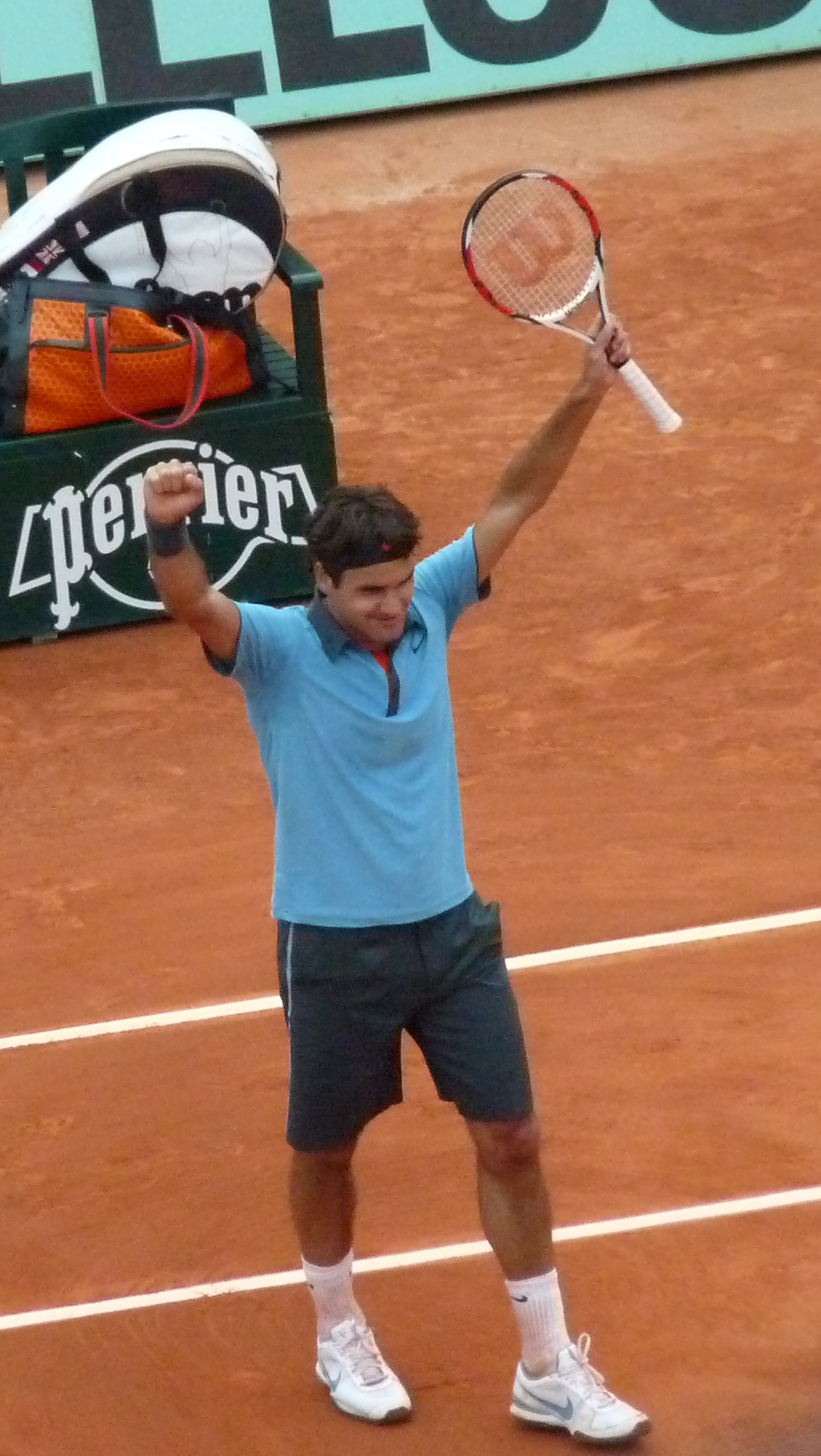
Federer celebrant la victòria a semifinals del Roland Garros (2009).

La temporada 2009 no va destacar tant pels torneigs guanyats sinó per completar el Grand Slam durant la carrera i també per establir un nou rècord de títols Grand Slams. Com a preparació de l'Open d'Austràlia, Federer va disputar dos torneigs d'exhibició i llavors el torneig de Doha, on fou eliminat a semifinals per Murray. A Austràlia va arribar a la final patint només a quarta ronda i trobant-se a Nadal per primera vegada en un Grand Slam sobre pista dura. Nadal el va superar en cinc sets i el suís va arrancar a plorar durant la presentació de trofeus. Per uns dolors a l'esquena va decidir no disputar el torneig de Dubai i descansar durant unes setmanes. Paral·lelament va treballar breument amb l'entrenador australià Darren Cahill. Ens els Masters de Indian Wells i Miami fou derrotat a semifinals per Murray i Đoković respectivament. Durant el darrer partit, Federer va destrossar la raqueta a causa de la frustració, una acció molt poc habitual en ell. Tot i que inicialment no tenia previst participar en el Masters de Montecarlo, a última hora va acceptar una targeta d'invitació, però va perdre anticipadament a tercera ronda contra Wawrinka. Al Masters de Roma fou superat per Đoković a les semifinals, primera ocasió que el superava sobre terra batuda. Al Masters de Madrid va superar a Nadal en la final guanyant el primer títol de l'any, tallant la ratxa de 33 victòries consecutives sobre terra batuda i tornant a evitar que guanyés els tres Masters sobre terra batuda en un any. Al Roland Garros va arribar a la seva quarta final consecutiva, però per primera vegada no es va trobar a Nadal, que fou eliminat per Robin Söderling a quarta ronda. Va vèncer a Söderling en la final i per fi va aconseguir el darrer Grand Slam que li restava, completant així el Grand Slam durant la carrera, el sisè tennista en aconseguir-ho en tota la història del tennis. Addicionalment també va empatar amb Sampras en 14 títols de Grand Slam i amb Ivan Lendl en 19 finals de Grand Slam.
Degut a l'emoció desbordada i a la fatiga, Federer va preferir no participar en el torneig de Halle. Aprofitant l'absència del seu màxim rival, Federer va recuperar la corona de Wimbledon després de derrotar a Roddick en la final. Va allargar la seva marca de 21 semifinals de Grand Slam consecutives, va establir la marca de set finals consecutives a Wimbledon, va establir la marca de 20 finals de Grand Slam i finalment, va establir el rècord de 15 títols de Grand Slam superant els 14 de Sampras. La final a cinc sets va suposar el darrer gran episodi entre la rivalitat Federer-Roddick, destacant que en el cinquè set es van disputar 30 jocs i va durar 95 minuts, esdevenint la final més llarga de Grand Slam en nombre de jocs disputats. L'absència de Nadal va suposar també que Federer recuperés el número 1 en el rànquing individual. Després d'un mes de descans va tornar al circuit per disputar el Masters de Canadà, on va caure a quarts de final davant Jo-Wilfried Tsonga. Al Masters de Cincinnati es va refer amb la victòria davant Đoković en la final. Al US Open va avançar fins a la final sense gaires problemes, però contrapronòstic fou superat per Juan Martín del Potro en cinc sets. Aquesta derrota posava fi a una ratxa de 40 victòries consecutives al US Open i també era la primera final de Grand Slam que perdia davant un tennista diferent de Nadal. Al setembre va disputar l'eliminatòria de Copa Davis amb Suïssa contra Itàlia per accedir al Grup Mundial. Malgrat la victòria es va ressentir de diversos dolors i va descansar durant unes quantes setmanes renunciant al Masters de Xangai. Va tornar per disputar el torneig de casa seva, Basilea, però Đoković el va derrotar en la final. Al Masters de París fou eliminat novament de forma prematura, aquest cop en segona ronda per Julien Benneteau. El darrer torneig de l'any fou ATP World Tour Finals. Va guanyar els dos primers partits contra Verdasco i Murray però va perdre el tercer contra Del Potro classificant-se per semifinals. Malgrat perdre contra Davidenko, es va consolidar en el número 1 del rànquing individual.
Malgrat només guanyar quatre títols durant tota la temporada, destaca el fet que per fi va completar el Grand Slam en aconseguir el títol de Roland Garros, l'únic Grand Slam que li faltava per guanyar. A més, va superar el rècord de títols Grand Slams que tenia Sampras i el va situar a 15. Va acabar l'any al número 1 del rànquing individual i amb un total de 61 victòries i 12 derrotes.
2010
Va començar la temporada 2010 disputant el torneig de Doha però es va quedar a semifinals derrotat per Davidenko. El dia abans de començar l'Open d'Austràlia va crear un torneig benèfic anomenat "Hit for Haiti" que es va celebrar a la pista Rod Laver Arena i va invitar els millors tennistes dels circuits ATP i WTA per disputar una sèrie de partits. Els diners recaptats foren destinats a les víctimes del terratrèmol d'Haití del 2010. Abans del Masters d'Indian Wells també va celebrar un partit de dobles d'exhibició junt a Nadal, Sampras i Agassi anomenat "Hit for Haiti 2" amb el mateix objectiu.

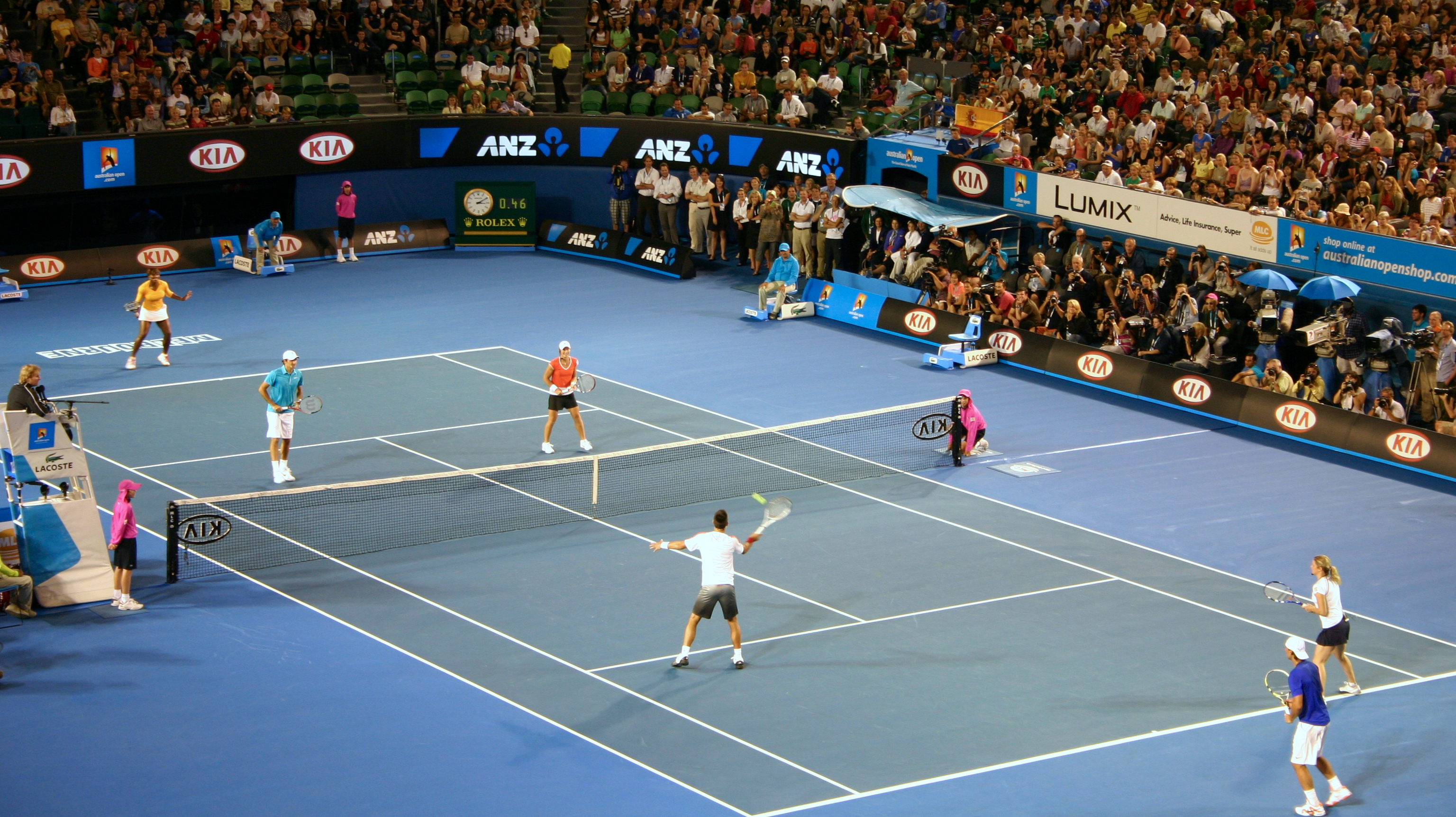
Partit benèfic "Hit for Haiti" (2010)

A Austràlia es va venjar de Davidenko a quarts de final i va superar a Murray en la final aconseguint aquest títol per quarta ocasió, empatant amb Agassi en l'Era Open. Va renunciar novament a participar en el torneig de Dubai, aquest cop per una infecció. A Indian Wells fou sorprès a tercera ronda per Bagdatís i a Masters de Miami també fou sorprès a quarta ronda per Berdych. Va renunciar al Masters de Montecarlo i va disputar el Masters de Roma en el primer torneig sobre terra batuda. Malauradament també fou sorprès aviat, en segona ronda contra Ernests Gulbis, i també va entrar al quadre de dobles junt al seu compatriota Yves Allegro, però van caure a quarts de final. Va disputar el torneig d'Estoril però va caure davant Albert Montañés a semifinals. Al Masters de Madrid, on defensava el títol, va disputar la segona final de l'any per fou derrotat per Nadal. Durant el transcurs del Roland Garros va registrar la seva 700 victòria en el circuit ATP però Söderling el va superar a quarts de final. Amb aquesta derrota va posar fi a una ratxa de 23 semifinals de Grand Slam consecutives que havia aconseguit durant sis anys. A més, en acabar el torneig va perdre el número 1 del rànquing deixant al seu compte 285 setmanes al capdamunt del rànquing, a només una setmana del rècord que posseïa Sampras. Seguidament va disputar el torneig de Halle arribant a la final però fou superat per Hewitt, i en dobles no va passar de primera ronda junt a Allegro. En el Grand Slam de Wimbledon fou cap de sèrie número 1 malgrat que era segon en el rànquing perquè l'organització va decidir canviar el sistema d'elecció basat en els assoliments sobre gespa. Va tenir forces problemes per avançar en les primeres rondes i a quarts de final el va sorprendre Berdych. En acabar el torneig va descendir al tercer lloc del rànquing, la posició més baixa des de novembre de 2003.
Veient que el seu rendiment havia decaigut de forma important i els seus resultats distaven de les seves anteriors fites, va decidir contractar Paul Annacone, antic entrenador de Sampras. En el Masters del Canadà es va refer superant a Berdych i Đoković pel camí, però va caure contra Murray en la final. Això no obstant, va recuperar el número 2 del rànquing. A Cincinnati va reeixir en la defensa del títol després de vèncer a Fish en la final. En el US Open va arribar a semifinals fins a ser superat per Đoković, que el va succeir en el segon lloc del rànquing. En el Masters de Xangai arribà a la final després de derrotar a Đoković a semifinals però fou novament superat per Murray. A Estocolm va guanyar el segon torneig de la temporada després d'imposar-se a Florian Mayer en la final, el 64è títol de la seva carrera empatant amb Sampras en el quart lloc de la classificació de nombre de títols de l'Era Open. Seguidament també es va imposar en el torneig de Basilea guanyant a Đoković en la final. En el Masters de París va arribar a semifinals per primera vegada però fou derrotat per Gaël Monfils. En la Copa Masters masculina va recuperar el seu antic nivell tennístic guanyant els tres partits de la Round Robin sense cedir cap set contra Ferrer, Murray i Söderling, i a semifinals va superar a Đoković i en la final a Nadal. Aquesta fou la cinquena ocasió que s'enduïa el títol, empatant amb Lendl i Sampras en el primer lloc. Va recuperar el número 2 del rànquing mundial i va jugar dos partits d'exhibició contra Nadal per contribuir en la fundació benèfica del tennista espanyol.
Malgrat guanyar el primer Grand Slam de l'any, el seu rendiment fou inferior a l'esperat durant tota la temporada a excepció del darrer mes, on va encadenar dos títols consecutius més l'ATP World Tour Finals i puntualment el Masters de Madrid. A més, va perdre el número 1 del rànquing en favor de Nadal i durant moltes setmanes estigué al tercer lloc lluitant amb Đoković. Cal destacar que es va quedar a només una setmana del rècord de Sampras en el nombre de setmanes al capdavant del rànquing masculí individual (286). Va aconseguir la seva victòria número 700 en el circuit ATP però també es va quedar a les portes de semifinals d'un Grand Slam per primera vegada des de 2002 després d'haver encadenat 23 semifinals consecutives. De divuit torneigs que va disputar en va guanyar cinc amb una registre de 63 victòries i 13 derrotes.

### Trivalitat(2011−2014)
2011
Començà la temporada disputant una sèrie de partits d'exhibició i debutà oficialment el 2011 a Doha i es va endur la victòria en la final davant Davidenko. A l'Open d'Austràlia arribà a semifinals fins que el va superar Đoković. Després d'aquesta derrota, Federer no posseïa cap títol Grand Slam per primera vegada des de l'any 2003. Đoković el va vèncer novament però ara a la final de Dubai malgrat que no havia perdut cap set pel camí. En el Masters d'Indian Wells va coincidir novament amb Đoković a semifinals tornant-lo a derrotar, i a més va perdre el segon lloc del rànquing en el seu favor. Va entrar en el quadre de dobles fent parella amb el seu compatriota Wawrinka, superant els segons caps de sèrie en el primer partit i als anteriors campions (Nadal i Marc López) a semifinals, però van perdre en la final davant Aleksandr Dolhopòlov i Xavier Malisse. En el Masters de Miami també arribà fins a semifinals però va caure davant Nadal.

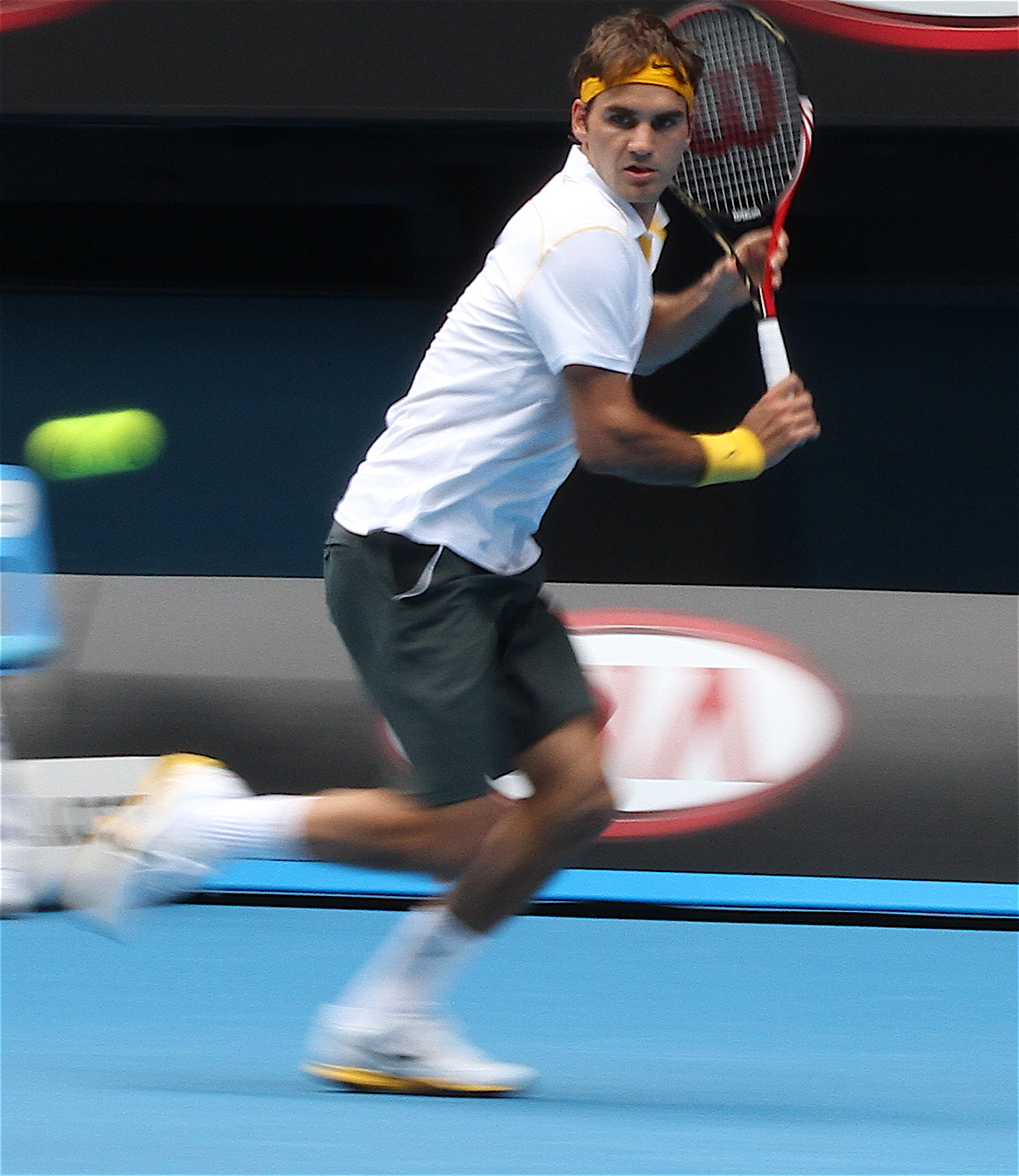
Federer a l'Open d'Austràlia (2011)

El primer partit sobre terra batuda el va disputar al Masters de Montecarlo però fou derrotat a quarts de final per Jürgen Melzer. En el Masters de Madrid fou superat per Nadal a semifinals i en el Masters de Roma per Gasquet a tercera ronda. Al Roland Garros coincidí novament amb Đoković a semifinals i van aconseguir trencar-li la ratxa perfecte que portava durant la temporada 2011 de 43 victòries consecutives sense derrota. Malauradament no va poder fer el mateix amb Nadal i el va tornar a guanyar per quarta vegada en la final d'aquest torneig. Va renunciar a participar en el torneig de Halle per preparar el Grand Slam de Wimbledon. Va progressar fins a quarts de final on fou superat per Tsonga malgrat guanyar els dos primers sets. A l'estiu va disputar el Masters del Canadà però va tornar a topar amb Tsonga a tercera ronda. Al Cincinnati va caure a quarts de final contra Berdych i no va poder defensar el títol. En el US Open va arribar fins semifinals per reeditar el mateix partit de l'any anterior contra Đoković. Novament fou vençut tot i que en cinc sets, disposar d'algun punt de partit i havent guanyat els dos primers sets. Absent del Masters de Xangai a causa d'una lesió, va perdre molts punts que li van fer perdre també la tercera posició del rànquing individual en favor de Murray, la primera vegada que abandonava el Top 3 del rànquing des de mitjans de 2003. En el torneig de Basilea aconseguí reeditar el títol després de derrotar a Kei Nishikori en la final, que havia superat a Đoković en semifinals. Aquest fou el cinquè títol aconseguit a Basilea i tot just el segon de la temporada. Encadenà una bona ratxa aconseguint per primera vegada el Masters de París després de vèncer a Tsonga en la final. Pel camí aconseguí la seva victòria número 800 i esdevingué el primer tennista a disputar la final dels nou torneigs de categoria Masters. Es va classificar per disputar l'ATP World Tour Finals per desena ocasió i en la fase prèvia guanyar els tres partits contra Tsonga, Nadal i Fish. A semifinals va superar a Ferrer i en la final coincidí novament amb Tsonga, era el vuitè enfrontament que tenien durant la temporada 2011. Aquesta significà la final número 100 de la seva carrera i aconseguí imposar-se en la final per enlairar el 70è títol professional.
Va finalitzar la temporada amb una ratxa de 17 victòries consecutives que li van suposar tres títols. La temporada va acabar amb una registre de 64 victòries per 12 derrotes i quatre títols, entre ells un Masters i la Copa Masters de final d'any. Un fet destacat fou que només va disputar una final de Grand Slam i en el de Wimbledon, del qual era un especialista, només arribà a quarts de final. Durant l'any va ajudar l'equip suís de Copa Davis per tornar-lo al Grup Mundial després d'enfrontar-se a Portugal en el sector africà/europeu i a Austràlia en el Playoff del Grup Mundial.
2012

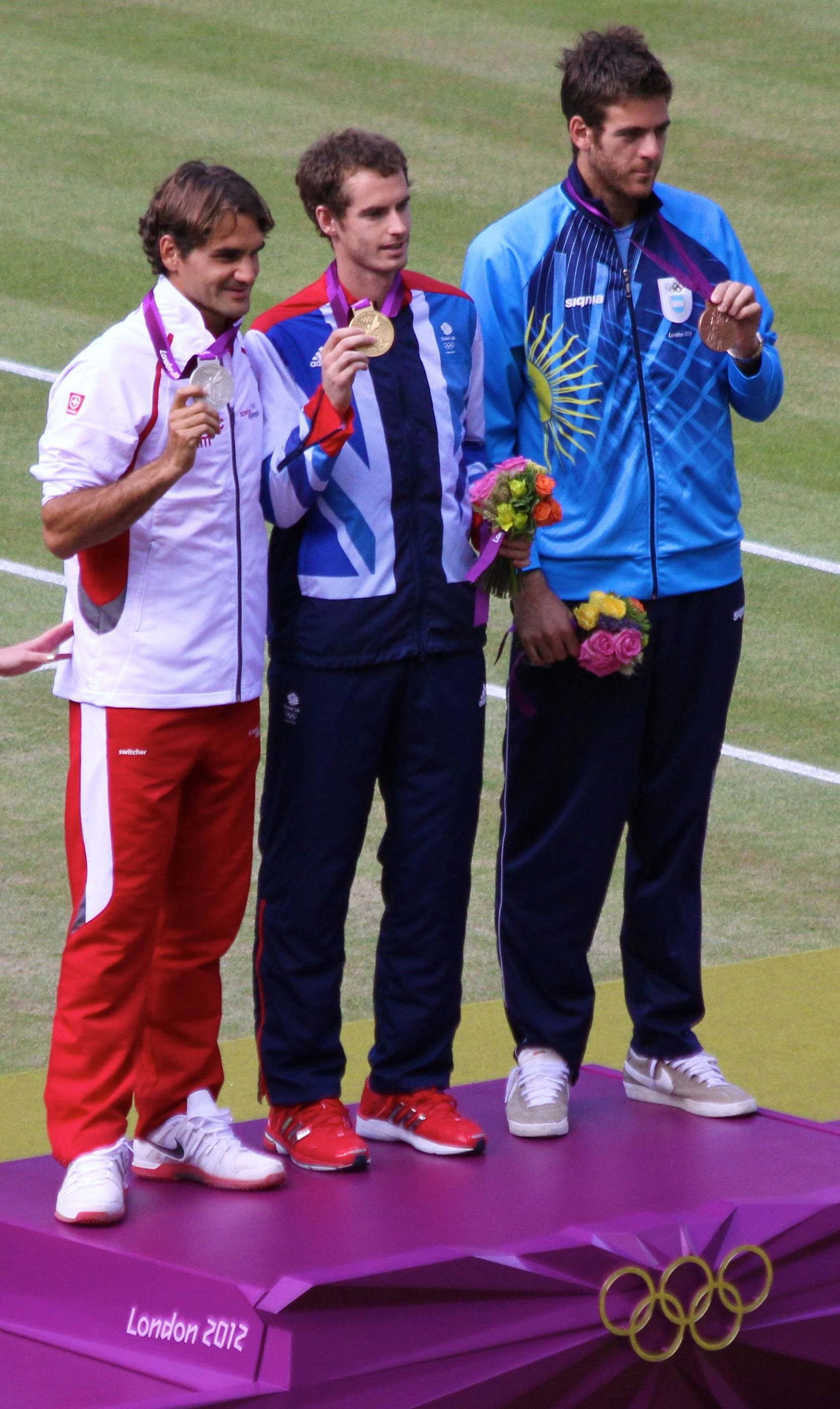
Podi olímpic a Londres amb Federer mostrant la medalla d'argent (2012)

Va començar la temporada a Doha arribant a semifinals, però es va retirar. Llavors va disputar l'Open d'Austràlia arribant també a semfinals fins a ser superat per Nadal. Posteriorment va jugar la primera ronda de la Copa Davis amb Suïssa però foren eliminats per Estats Units malgrat jugar a casa, incloent una derrota individual contra John Isner i una en dobles. El primer títol de l'any l'aconseguí a Rotterdam sobre Del Potro i el segon a Dubai davant Murray. Va encadenar un nou títol a Indian Wells derrotant Isner però fou superat a tercera ronda de Miami per Roddick. A Madrid, on s'estrenava una nova superfície de terra batuda blava, Federer va aconseguir el quart títol de l'any davant Berdych, 20è títol Màsters de la seva carrera, que li va permetre recuperar el segon lloc del rànquing mundial. En els següents torneigs sobre terra batuda no va tenir tant èxit i fou superat per Đoković en les semifinals de Roma i del Roland Garros. A Halle fou finalista perquè va perdre davant un inspirat Tommy Haas, però a Wimbledon va poder superar tots els seus rivals, inclosos Đoković i Murray en semifinals i final respectivament. El setè títol a Wimbledon li va permetre escalar fins al capdamunt del rànquing mundial, que havia perdut el 2010. A més, a Federer li restava una sola setmana per igualar a Sampras com al tennista amb més setmanes al capdavant del rànquing (286 setmanes), de manera que va trencar aquest registre.
Tot just un mes després, la final es va repetir en el mateix escenari en ocasió de la final del quadre individual dels Jocs Olímpics de Londres. Federer provenia d'una dura semifinal contra Del Potro amb un 19-17 en el tercer set, i en aquesta ocasió fou derrotat per Murray en la final, aconseguint així la medalla d'argent olímpica. També va participar en el quadre de dobles junt al seu compatriota Wawrinka, però van caure a segona ronda sense poder defensar la medalla d'or que havien aconseguit a Pequín el 2008. Per tal de descansar, va preferir renunciar al torneig de Toronto però va tornar a Cincinnati aconseguint un nou títol en guanyar a Đoković en la final. Al US Open va caure a quarts de final davant Berdych mentre que a Xangai fou superar per Murray a semifinals. Tanmateix, es va assegurar la setmana número 300 com a número 1 del rànquing individual. Entremig va ajudar al seu país a mantenir-se al Grup Mundial de la Copa Davis després de superar als Països Baixos amb dues victòries individuals. En el torneig de casa seva, a Basilea fou finalista superat per Del Potro a contra-pronòstic i va renunciar a participar en el París per preparar el darrer torneig de l'any malgrat ser conscient que enterrava les seves possibilitats d'acabar l'any com a número 1 per sisena vegada. En l'ATP World Tour Finals va superar la fase inicial com a primer de grup després de vèncer a Janko Tipsarević i Ferrer, i perdre contra Del Potro. A semifinals va superar a Murray però en la final va caure contra Đoković. Va acabar la temporada amb un total de sis títols en deu finals disputades (un Grand Slam i tres Màsters), i un registre de 71 victòries i 12 derrotes.
2013

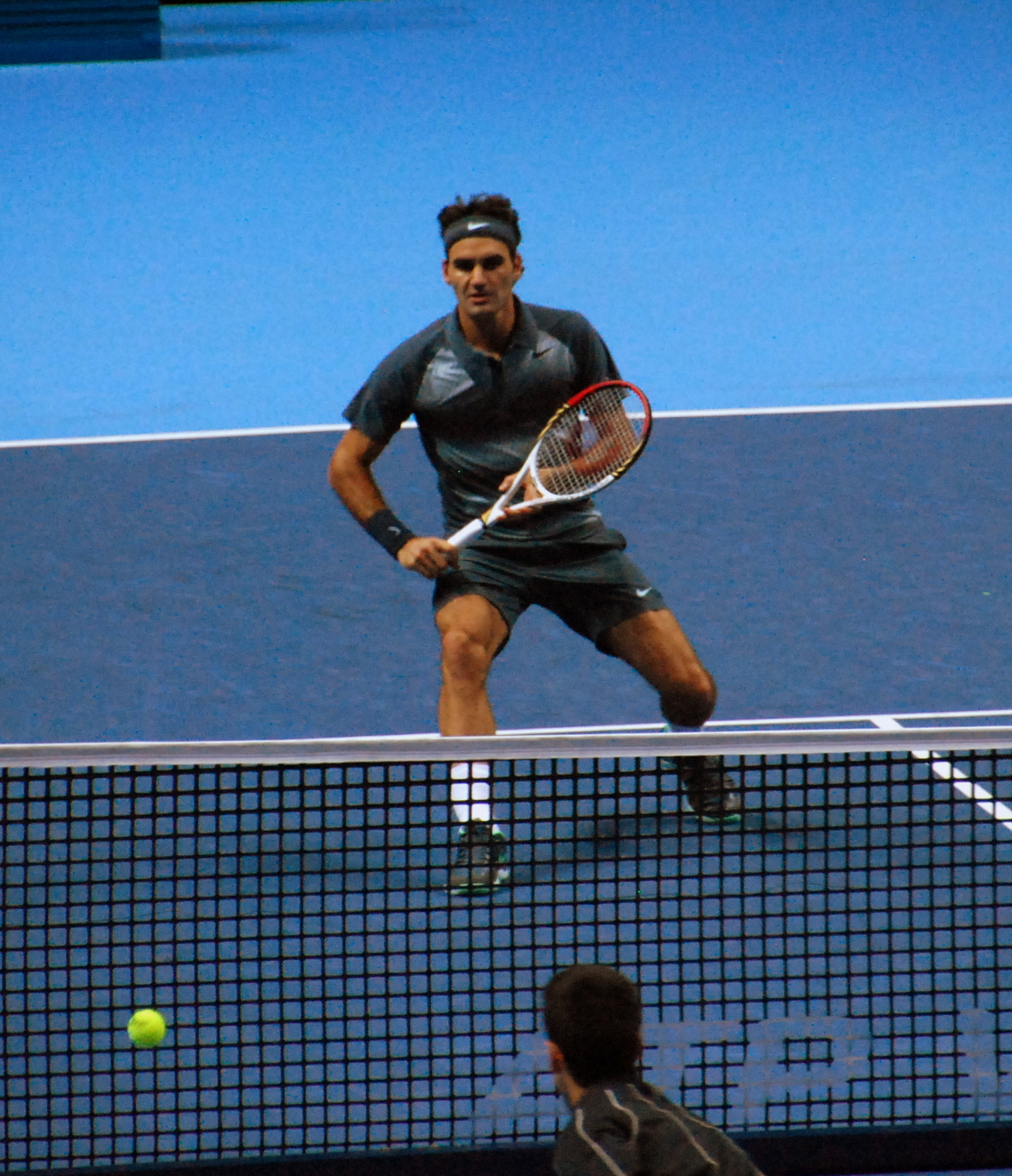
Federer contra Đoković a l'ATP World Tour Finals (2013)

Federer va debutar ja en el primer Grand Slam de l'any, l'Open d'Austràlia, on va arribar a semifinals després de caure davant Murray en cinc sets. A continuació va disputar els torneigs de Rotterdam i Dubai però fou derrotat en quarts de final per Benneteau i en semifinals per Berdych respectivament. Defensava el títol a Indian Wells, però una inoportuna lesió a l'esquena provocà que el seu rendiment davant Nadal en quarts de final fou molt inferior a l'esperat i fou eliminat. Seguidament va descansar durant dos mesos per tal de recuperar-se dels dolors, fet que provocà que per primera vegada des de 1999 que no disputava cap final durant els primers quatre mesos de l'any. Va retornar per l'etapa de terra batuda del circuit, directament al Masters de Madrid, on també defensava títol, però fou superat per Nishikori en tercera ronda. A continuació va jugar a Roma on per fi disputà la primera final de l'any, però fou derrotat clarament per Nadal. El següent torneig fou el Roland Garros, on després de cinc sets aconseguí la seva victòria individual número 900, quart tennista en aconseguir aquesta fita a l'Era Open, però va caure en quarts de final en mans de Tsonga.
El primer títol de l'any arribà la setmana següent a Halle, sobre gespa, superant a Iujni en la final. Amb aquest títol igualà a John McEnroe com a tercer tennista amb més títols ATP en l'Era Open. Malauradament, aquesta victòria no tingué continuïtat a Wimbledon, on defensava corona, ja que va caure tot just en segona ronda davant Sergiy Stakhovsky. Aquest fou el pitjor resultat en un Grand Slam des de 2004, tenint en compte que portava una ratxa 36 quarts de final de Grand Slam consecutius, i per primera vegada des de 2003, abandonava el quatre primers llocs del rànquing individual. Els dolors a l'esquena van seguir afectant el seu joc i els resultats van ser molt negatius en tots els torneigs que va disputar: Hamburg (semifinals davant Federico Delbonis), Gstaad (primera ronda davant Daniel Brands), Mont-real (renúncia), Cincinnati (Nadal a quarts de final). A part dels dolors, també va decidir canviar de tipus de raqueta per segona vegada en la seva carrera, l'anterior fou el 2002, per ampliar el marc de 90 a 98 polzades. L'acumulació de mals resultats van tenir com a conseqüència el descens fins a la setena posició del rànquing. En el US Open va caure a quarta ronda fou derrotat pel català Tommy Robredo, al qual havia guanyat en les deu ocasions que s'havien enfrontat. Descansà tot el setembre i retornà per Xangai caient en tercera ronda en mans de Monfils. Després d'aquest resultat va decidir trencar les relacions amb el seu entrenador en els darrers tres anys, Paul Annacone. Just després aconseguí l'únic bon resultat de la segona meitat de la temporada disputant la final en el torneig de casa seva, Basilea, però fou superat per Del Potro. A París arribà a semifinals després de perdre davant Đoković, però suficient per classificar-se per l'ATP World Tour Finals. En aquesta edició va perdre davant Đoković (tot just tres dies després de l'anterior enfrontament) però va guanyar a Del Potro i Gasquet. A semifinals fou vençut per Nadal, ja número 1 de l'any, i aconseguí superar a Berdych en el rànquing quedant en la sisena posició final, el pitjor resultat des de 2002. A final d'any va anunciar que Stefan Edberg s'uniria a Severin Lüthi per formar el seu equip d'entrenadors.
2014, Copa Davis

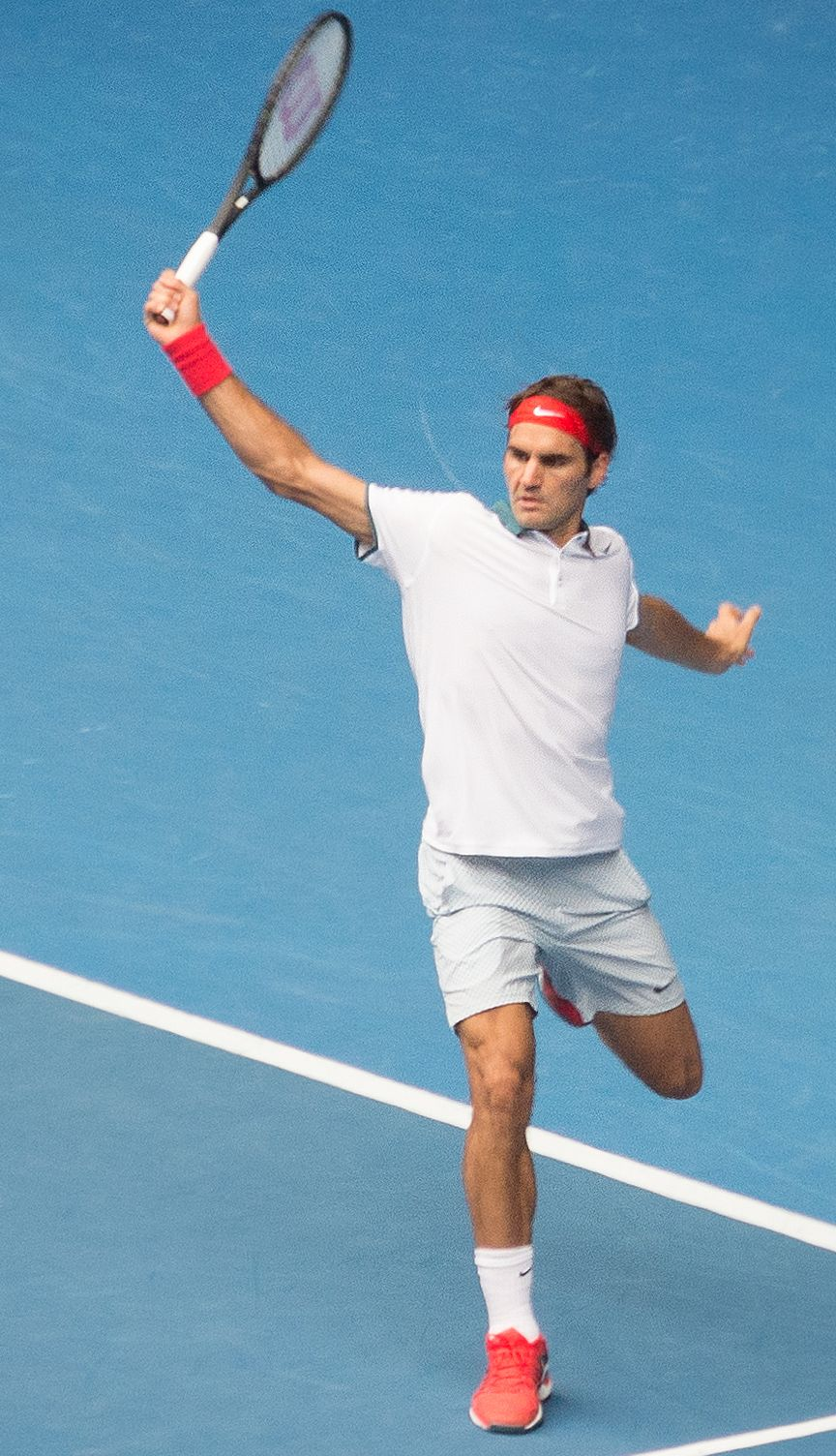
Federer a l'Open d'Austràlia (2014).

Va encetar la temporada a Brisbane, on es va classificar per la final, però allà fou sorprès per l'exnúmero 1 Lleyton Hewitt. Seguidament va disputar l'Open d'Austràlia avançant a semifinals després de superar Murray (onzena semifinal consecutiva a Melbourne), però en aquesta ronda va caure davant Nadal. La setmana següent va disputar la Copa Davis amb Suïssa i la col·laboració de Stanislas Wawrinka, recent vencedor a Austràlia. Va imposar-se en l'únic partit individual que va disputar i l'equip suís va superar a Sèrbia. A Dubai va guanyar el primer títol de l'any derrotant Novak Đoković en semifinals i a Tomas Berdych en la final, sisena vegada que guanyava aquest títol. A Indian Wells es classificà també per la final però en aquesta ocasió es va revenjar Novak Đoković en el tie-break. A Miami el va sorprendre Kei Nishikori en quarts de final. En la següent ronda de la Copa Davis, Federer hagué se disputar els dos partits individuals i també el de dobles junt a Stanislas Wawrinka. Les dues victòries individuals permeteren a l'equip suís accedir a semifinals malgrat que perderen el partit de dobles. Com a curiositat, el segon partit individual fou la primera vegada que disputava el cinquè partit decisiu per superar una ronda en aquest trofeu. Sobre terra batuda començà a Montecarlo, on va superar a Novak Đoković en semifinals i en la final s'hagué d'enfrontar al seu compatriota i gran amic Wawrinka, que el superà en tres sets. A Roma va caure per sorpresa en el primer partit davant Jérémy Chardy, i en el Roland Garros també va caure aviat, en quarta ronda davant Ernest Gulbis.
Sobre gespa va debutar a Halle arribant a ambdues finals, en l'individual es va imposar a Alejandro Falla i en dobles va caure fent parella amb Marco Chiudinelli. A Wimbledon va classificar-se també per la final després de superar Stanislas Wawrinka i Milos Raonic, però fou derrotat per Novak Đoković en la final en cinc sets. A l'estiu va tornar per disputar el Masters de Toronto i també es va classificar per la final, però aquí també va caure davant Jo-Wilfried Tsonga. Aconseguí el tercer títol de l'any a Cincinnati (per sisena vegada) davant David Ferrer. Aquest fou el 80è títol individual de la seva carrera. En el US Open va avançar fins a semifinals però fou vençut per Marin Čilić, campió en la final. A continuació va disputar les semifinals de la Copa Davis davant Itàlia, on va guanyar els dos partits individuals i el punt que classificava l'equip suís per la final, la primera des de 1992. Un mes després va disputar el Masters de Xangai classificant-se per la final després de vèncer a Novak Đoković, que portava 28 victòries consecutives en terres xineses, i en la final va superar Gilles Simon. Amb aquest títol, va retornar al número 2 del rànquing individual. Posteriorment va disputar el torneig de Basilea i es va imposar a David Goffin en la final (també per sisena vegada). A continuació va caure en quarts de final de París contra Milos Raonic. El darrer torneig de l'any fou l'ATP World Tour Finals, on va guanyar els tres partits de la primera fase contra Milos Raonic, Kei Nishikori i Andy Murray, i a Stanislas Wawrinka en semifinals. Aquest partit fou molt llarg i dur, i com a conseqüència, Federer no va poder disputar la final contra Novak Đoković pels dolors a l'esquena. Es va poder recuperar per poder disputar la final de la Copa Davis contra França. Encara amb les seqüeles de la lesió va perdre el primer partit individual contra Gaël Monfils, però l'endemà va guanyar el de dobles amb Stanislas Wawrinka i llavors el punt definitiu contra Richard Gasquet. Aquest fou el primer títol de Copa Davis per l'equip suís i un dels pocs títols importants que encara faltava en el seu palmarès.

### Victòria 1000 i lesions (2015−2016)

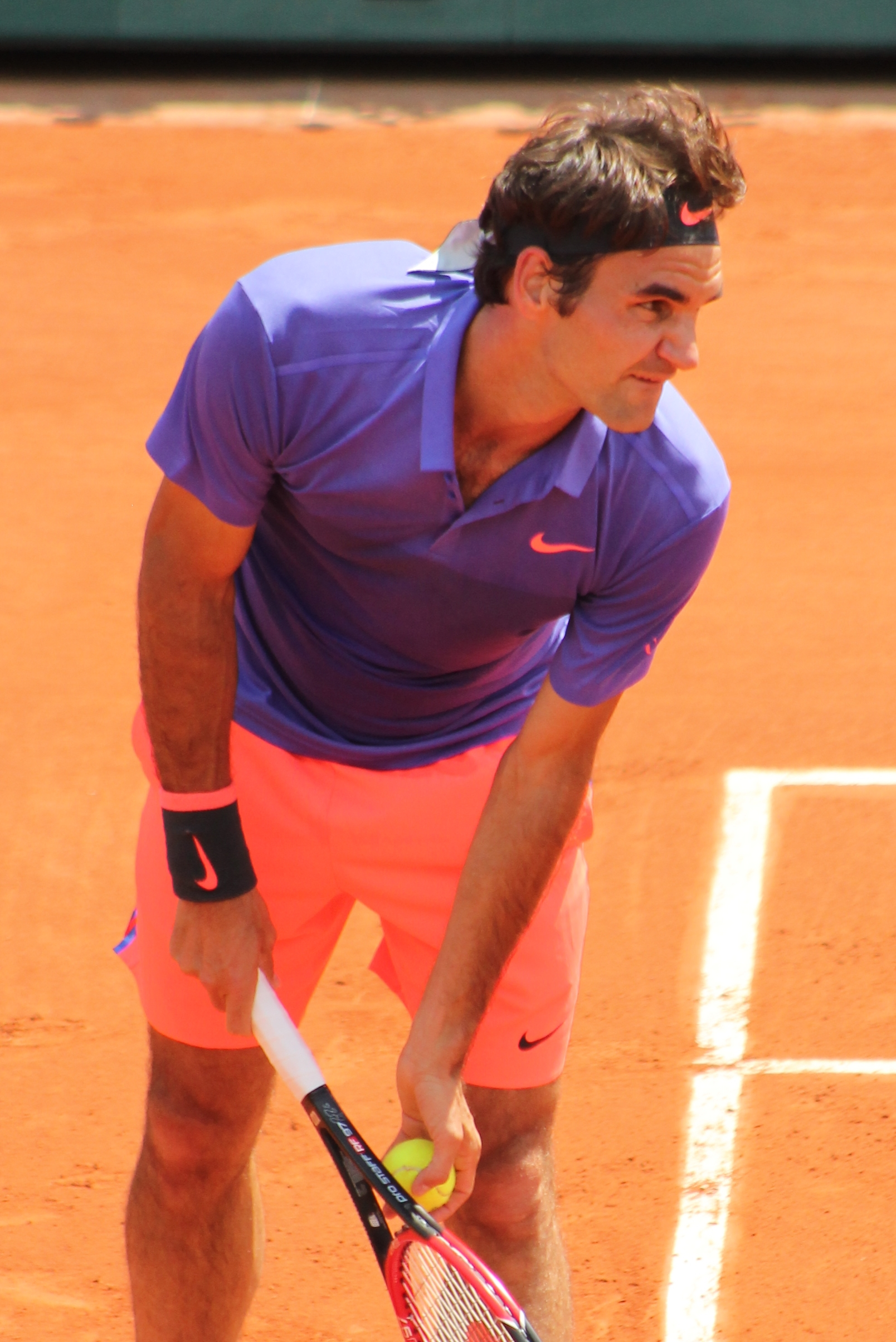
Federer a Roland Garros (2015).

La nova temporada va començar molt positivament amb el títol a Brisbane derrotant Milos Raonic en la final. En aquest torneig va esdevenir el tercer tennista en l'Era Open en aconseguir la victòria número 1000 junt a Jimmy Connors i Ivan Lendl, però el primer en acompanyar aquesta fita amb almenys un títol en quinze anys consecutius. A l'Open d'Austràlia va patir una derrota prematura en tercera ronda en mans d'Andreas Seppi, trencant la ratxa d'onze semifinals consecutives en aquest torneig. Es va refer ràpidament a Dubai on va mantenir el títol després de derrotar a Novak Đoković en la final. Aquest fou el setè títol a Dubai. El serbi es va revenjar en la final d'Indian Wells. Va renunciar a Miami i va començar els torneigs sobre terra batuda en l'edició inaugural d'Istanbul, on va superar Pablo Cuevas en la final. Amb aquest títol va posar fi a una ratxa negativa en torneigs sobre terra batuda que durava des de 2009. Principal cap de sèrie a Madrid, fou sorprès en el primer partit per Nick Kyrgios. A Roma recuperà el seu bon joc arribant a la final, però fou vençut per Đoković. Al Roland Garros va avançar fins als quarts de final però el derrotà el seu compatriota Stan Wawrinka, guanyador final. Sobre pista de gespa va disputar primer el torneig de Halle, recent promocionat a categoria 500, i novament s'imposà en la final per aconseguir el vuitè títol a Halle. D'aquesta forma va esdevenir el tercer tennista en guanyar vuit cops o més un mateix torneig després de Guillermo Vilas i Rafael Nadal. Demostrant novament el seu nivell sobre gespa, va avançar fins a la final de Wimbledon per desena ocasió en la seva carrera, sent el primer tennista de l'Era Open en aconseguir aquesta fita en un Grand Slam. En la repetició de la final de l'edició prèvia, Đoković el tornà a superar en quatre sets. Va tornar al circuit a Cincinnati i va plantar-se a la final després de superar a Andy Murray en semifinals. En la final va aconseguir revenjar-se contra Đoković i defensar amb èxit el títol. Aquest representava el setè títol a Cincinnati i evitava que el serbi guanyés el darrer títol de categoria Masters que li mancava en el palmarès. Curiosament, aquesta era la primera ocasió que superava els dos primers tennistes del rànquing en un mateix torneig. Aquesta final es va repetir en el US Open per sisena vegada aquesta temporada. El serbi tornà a superar Federer i van empatar la seva rivalitat a 21 victòries. A continuació va disputar el play-off de permanència al Grup Mundial de la Copa Davis amb l'equip suís contra els Països Baixos. Malgrat la derrota en dobles, les seves dues victòries individuals van ajudar a superar l'eliminatòria. En la gira asiàtica només va disputar un torneig, concretament a Xangai, però fou derrotat per Albert Ramos Viñolas tot just en segona ronda. Llavors va disputar el torneig de la seva ciutat a Basilea i aconseguí vèncer Rafael Nadal en la final per endur-se el títol per setena ocasió. La dada més destacada fou però, que aconseguí la fita de disputar la final d'un torneig per desena ocasió consecutiva. A París el va sorprendre John Isner en tercera ronda. Per finalitzar la temporada va disputar l'ATP World Tour Finals per catorzena vegada seguida. En la fase prèvia va guanyar els tres partits contra Tomáš Berdych, Đoković (a qui va trencar una ratxa de 38 victòries consecutives en pista dura interior) i Kei Nishikori. En semifinals va superar el seu compatriota Stan Wawrinka, però en la final el fou vençut novament per Đoković. Acabà l'any amb sis títols d'onze finals, set d'elles disputades enfront Đoković, un total de 63 victòries per 11 derrotes, i sent el tercer classificat en el rànquing individual.
Va obrir la temporada 2016 a Brisbane per tercer any consecutiu i on defensava títol. Va avançar fins a la final però va ser derrotat per Raonic. En l'Open d'Austràlia fou tercer cap de sèrie, va aconseguir la victòria 300 en torneigs de Grand Slam i va esdevenir el primer tennista masculí en aconseguir aquesta fita l'Era Open. En semifinals va caure enfront Đoković, que per primer cop el va superar en l'enfrontament directe després de 45 partits disputats entre si. Just després va declarar que tenia una lesió al genoll que requeria una intervenció quirúrgica artroscòpica. Va descansar durant un mes i mig, i tenia previst retornar al circuit pel torneig de Miami, però finalment hi va renunciar per virus estomacal. El retorn es va produir a Montecarlo però només va poder arribar a quarts de final superat per Tsonga. Va renunciar a Madrid per dolors a l'esquena i llavors va disputar el torneig de Roma sense èxit, ja que va caure en tercera ronda en mans de Dominic Thiem. Encara convalescent de la lesió a l'esquena, va decidir renunciar al Roland Garros. Aquesta renuncia va trencar la seva ratxa de 65 torneigs de Grand Slam disputats de forma consecutiva que va iniciar l'any 2000. Va tornar per disputar els torneigs sobre gespa, arribant a semifinals de Stuttgart i Halle superat per Thiem i Alexander Zverev respectivament. A Wimbledon també fou eliminat a semifinals per Raonic amb una nova lesió al genoll. Pocs dies després, Federer va anunciar que renunciava a participar en els Jocs Olímpics de Rio de Janeiro i a la resta de torneigs de la temporada per tal de recuperar-se completament de la lesió al genoll. Això va provocar que per primer cop en catorze anys cauria fora del Top 10 del rànquing individual. Paral·lelament van aparèixer els primers analistes indicant que la carrera de Federer ha arribava a la seva fi i que no tornaria a guanyar cap més títol de Grand Slam.

### Renaixement (2017−actualitat)
Va començar el 2017 disputant la Hopman Cup fent parella amb Belinda Bencic però no van superar la fase inicial, on Federer va guanyar dos dels tres enfrontaments individuals. A l'Open d'Austràlia va avançar fins a la final per enfrontar-se al seu rival més clàssic, Rafael Nadal. Va tallar tots els rumors que la seva carrera estava acabada i també amb les estadístiques contra Nadal, ja que des de 2007 que no el superava en un Grand Slam. Una victòria en cinc sets li va permetre apuntar-se el 18è títol de Grand Slam i esdevenir el primer tennista masculí en guanyar cinc vegades tres dels quatre Grand Slams. De nou al Top 10 fou eliminat en segona ronda de Dubai per Evgeny Donskoy. A Indian Wells també va plantar-se a la final derrotant novament a Nadal pel camí, i en la final va vèncer a Wawrinka. Va aconseguir el 90è títol del seu palmarès i amb 35 anys va esdevenir el tennista més veterà en ser finalista i guanyar un títol de categoria Masters. Va rubricar aquest gran inici de temporada amb el títol de Miami, també sobre Nadal. Tres títols de tres finals i només en quatre torneigs disputats. Va guanyar el títol de Miami per tercera ocasió, tot i que l'anterior era de 2006, i va aconseguir el denominat Sunshine Double (Indians Wells i Miami) per tercera ocasió al seu palmarès. Per sorpresa de tothom, va decidir renunciar a tots els torneigs sobre terra batuda, inclòs el Roland Garros, per tal de descansar i preparar la segona meitat del calendari. Va retornar al circuit per disputar el primer torneig sobre gespa a Stuttgart però va perdre tot just el primer partit davant Tommy Haas. Ràpidament es va refer amb el títol de Halle derrotant Zverev en la final. Va guanyar aquest títol per novena ocasió i per tercer cop sense cedir cap set, només Nadal ha guanyat un mateix torneig en més ocasions. A Wimbledon es va classificar per la final per onzena vegada, i va imposar-se a Čilić per guanyar el títol per vuitena ocasió. D'aquesta forma va desempatar amb William Renshaw i Pete Sampras com a tennista amb més títols individuals de Wimbledon, i va guanyar el 19è títol de Grand Slam del seu palmarès. Després d'unes setmanes de descans va tornar al torneig de Mont-real, on va avançar fins a la final però en aquesta ocasió fou derrotat per Zverev. Pels dolors que va patir en l'esquena durant el torneig, va preferir renunciar a Cincinnati, que a la vegada significava no poder lluitar pel número 1 del rànquing. En el US Open va tenir molts problemes per avançar rondes i finalment va caure en quarts de final davant Del Potro. El següent torneig que va disputar fou a Xangai, on es va venjar de Del Potro per classificar-se per la final, i allà va superar novament a Nadal. Durant aquesta temporada va guanyar els quatre enfrontaments contra Nadal, malgrat que aquest va aconseguir i mantenir el número 1 del rànquing individual. Aquest títol li va permetre estendre el seu rècord de tennista més veterà en guanyar un torneig de categoria Masters 1000. A continuació es va imposar novament en el torneig de Basilea, sobre Del Potro. Aquest fou el setè títol de l'any, el vuitè a Basilea, i el 95è del seu palmarès. Va renunciar al torneig de París i va participar en l'ATP Finals. Va guanyar els tres partits de la fase inicial davant Jack Sock, Zverev i Čilić, però fou sorprès per Goffin en semifinals. Va finalitzar la temporada amb set títols de vuit finals, dos dels quals Grand Slams, un balanç de 54 victòries per només cinc derrotes, però no va poder accedir al número 1 per culpa de Nadal. Fou guardonat amb els premis de millor retorn i millor esportista de l'any.
Va repetir l'inici en el 2018 disputant la Hopman Cup fent parella novament amb Bencic però en aquesta ocasió es van endur el títol, i Federer va guanyar tots quatre enfrontaments individuals. A l'Open d'Austràlia va avançar fins a la final per derrotar Čilić i adjudicar-se el 20è títol de Grand Slam i el sisè títol a l'Open d'Austràlia. A continuació va participar en el torneig de Rotterdam i es va imposar a Grígor Dimitrov en la final. Això li va permetre recuperar el número 1 del rànquing individual després de 5 anys des l'última vegada, i 14 des de la primera vegada. També va esdevenir el tennista més veterà en ser número 1 del rànquing individual amb 36 anys i mig. Va continuar la ratxa de victòries fins Indian Wells classificant-se per la final. Malgrat establir el seu millor inici de temporada amb 17 victòries consecutives, fou superat per Del Potro en la final. No va succeir el mateix a Miami ja que fou vençut per Thanasi Kokkinakis en el primer partit, i això va suposar perdre el número 1. Federer va anunciar que renunciava a disputar torneigs sobre terra batuda per segon any consecutiu, però això no li va impedir recuperar el número 1 durant una setmana més. Va retornar al circuit a Stuttgart on es va imposar a Raonic per aconseguir el tercer títol de la temporada. A Halle també va avançar fins a la final amb la intenció de guanyar-lo per desena ocasió, però el va sorprendre Borna Ćorić contra tot pronòstic. A Wimbledon va caure en quarts de final després de més de quatre hores davant Kevin Anderson. A l'estiu va descansar unes setmanes per disputar el torneig de Cincinnati, on fou finalista després de ser derrotat per Đoković, dos anys i mig després del seu darrer enfrontament. En el US Open va caure prematurament en quarta ronda davant John Millman en un dels seus pitjors partits de la seva carrera, però aquest resultat fou suficient per classificar-se per les ATP Finals. Després d'unes setmanes de descans va disputar el torneig de Xangai però Ćorić el va tornar a superar en les semifinals. A continuació va endur-se el títol de Basilea per novena ocasió vencent a Marius Copil. També va disputar el torneig de París arribant a semifinals ja que fou eliminat per Đoković. En les ATP Finals va perdre davant Nishikori i va guanyar a Thiem i Anderson, resultats que li van permetre avançar a semifinals. Allà fou superat pel campió final Alexander Zverev. Va completar la temporada amb 50 victòries per 10 derrotes que li van permetre guanyar quatre títols, però va baixar fins al tercer lloc del rànquing.
Va repetir l'inici de la temporada disputant la Copa Hopman junt a Belinda Bencic, i novament van guanyar el títol aconseguint-lo per tercera ocasió. En l'Open d'Austràlia va caure enfront Stéfanos Tsitsipàs en quarta ronda. A Dubai var venjar-se de Tsitsipàs en la final i va guanyar el títol individual número 100 del seu palmarès, tot just el segon tennista en aconseguir aquesta fita després de Jimmy Connors. Seguidament va encadenar les finals de Indian Wells i Miami amb resultat desigual, va cedir davant Thiem i va batre a John Isner respectivament. Llavors va disputar el primer torneig sobre terra batuda en tres anys a Madrid aconseguint la seva 1200ena victòria de la seva trajectòria. Malauradament va ser derrotat per Thiem en quarts de final. A Roma es va retirar en quarts de final per una lesió. Al Roland Garros va avançar fins a les semifinals, ronda que no aconseguia en aquest torneig des de 2012, però Nadal el va superar clarament. En els torneigs sobre gespa va demostrar novament que era la seva superfície preferida i va guanyar el torneig de Halle per desena ocasió després de derrotar a Goffin. A Wimbledon es va venjar de Nadal en semifinals, primer enfrontament entre ells a Wimbledon des de la final de 2008. En la final no va poder fer el mateix amb Đoković després d'un partit mític de gairebé cinc hores i no aprofitar dos punts de partit. A l'estiu va disputar el torneig de Cincinnati però el va batre Andrey Rublev en tercera ronda, i en el US Open va cedir enfront Dimitrov en quarts de final. A Xangai també va caure en quarts de final, en aquesta ocasió davant Zverev. Llavors va disputar el torneig de Basilea, que va guanyar per desena vegada després de derrotar a Alex de Minaur. Per tancar la temporada va disputar les ATP Finals, va perdre davant Thiem però va derrotar Matteo Berrettini i Đoković, així que va avançar a semifinals però el va superar Tsitsipàs.

## Estil de joc
Utilitza una empunyadura eastern o ocasionalment semi-western.
Federer exhibeix un joc versàtil efectiu a totes les superfícies. Adepte a la volea pot colpejar la pilota tan de dreta (executa una de les dretes més planes del circuit) com de revés amb gran precisió. No obstant això, aquest últim ha estat considerat per alguns tècnics com el seu punt més feble, especialment les boles altes.
Un altre tret del seu joc a destacar és la capacitat d'atacar la bola quan aquesta encara puja (tècnica semblant a l'emprada per Andre Agassi) fet que li permet sorprendre el rival així com obrir més angles, d'altra banda, aquest estil l'obliga a estar perfectament situat en tot moment.
El seu servei és potent (sobre els 200 km/h) a més de difícil d'endevinar, ja que els executa tots de la mateixa manera vagin on vagin.

## Palmarès: 115 (103−8−4)

### Individual: 157 (103−54)
| Llegenda (pre/post 2009)                                  |
| --------------------------------------------------------- |
| Grand Slams (20−11)                                       |
| Jocs Olímpics Argent (1)                                  |
| Tennis Masters Cup / ATP Finals (6−4)                     |
| ATP Masters Series / ATP World Tour Masters 1000 (28−22)  |
| ATP International Series Gold / ATP World Tour 500 (24−7) |
| ATP International Series / ATP World Tour 250 (25−9)      |

| Títols per superfície |
| --------------------- |
| Dura (71−26)          |
| Gespa (19−8)          |
| Terra batuda (11−15)  |
| Moqueta (2−5)         |

| Resultat  | Núm. | Data                   | Torneig                                        | Superfície   | Oponent               | Marcador                           |
| --------- | ---- | ---------------------- | ---------------------------------------------- | ------------ | --------------------- | ---------------------------------- |
| Finalista | 1.   | 13 de febrer de 2000   | Marsella, França                               | Moqueta (i)  | Marc Rosset           | 6−2, 3−6, 6−7(5)                   |
| Finalista | 2.   | 29 d'octubre de 2000   | Basilea, Suïssa                                | Moqueta (i)  | Thomas Enqvist        | 2−6, 6−4, 6−7(4), 6−1, 1−6         |
| Guanyador | 1.   | 29 de gener de 2001    | Milà, Itàlia                                   | Moqueta (i)  | Julien Boutter        | 6−4, 6−7(7), 6−4                   |
| Finalista | 3.   | 25 de febrer de 2001   | Rotterdam, Països Baixos                       | Dura (i)     | Nicolas Escudé        | 5−7, 6−3, 6−7(5)                   |
| Finalista | 4.   | 28 d'octubre de 2001   | Basilea (2)                                    | Moqueta (i)  | Tim Henman            | 3−6, 4−6, 2−6                      |
| Guanyador | 2.   | 7 de gener de 2002     | Sydney, Austràlia                              | Dura         | Juan Ignacio Chela    | 6−3, 6−3                           |
| Finalista | 5.   | 3 de febrer de 2002    | Milà, Itàlia                                   | Moqueta (i)  | Davide Sanguinetti    | 6−7(2), 6−4, 1−6                   |
| Finalista | 6.   | 31 de març de 2002     | Miami, Estats Units                            | Dura         | Andre Agassi          | 3−6, 3−6, 6−3, 4−6                 |
| Guanyador | 3.   | 13 de maig de 2002     | Hamburg, Alemanya                              | Terra batuda | Marat Safin           | 6−1, 6−3, 6−4                      |
| Guanyador | 4.   | 7 d'octubre de 2002    | Viena, Àustria                                 | Dura (i)     | Jiří Novák            | 6−4, 6−1, 3−6, 6−4                 |
| Guanyador | 5.   | 10 de febrer de 2003   | Marsella, França                               | Dura (i)     | Jonas Björkman        | 6−2, 7−6(6)                        |
| Guanyador | 6.   | 24 de febrer de 2003   | Dubai, Emirats Àrabs Units                     | Dura         | Jiří Novák            | 6−1, 7−6(2)                        |
| Guanyador | 7.   | 28 d'abril de 2003     | Múnic, Alemanya                                | Terra batuda | Jarkko Nieminen       | 6−1, 6−4                           |
| Finalista | 7.   | 11 de maig de 2003     | Roma, Itàlia                                   | Terra batuda | Fèlix Mantilla        | 5−7, 2−6, 6−7(8)                   |
| Guanyador | 8.   | 9 de juny de 2003      | Halle, Alemanya                                | Gespa        | Nicolas Kiefer        | 6−1, 6−3                           |
| Guanyador | 9.   | 23 de juny de 2003     | Wimbledon, Regne Unit                          | Gespa        | Mark Philippoussis    | 7−6(5), 6−2, 7−6(3)                |
| Finalista | 8.   | 13 de juliol de 2003   | Gstaad, Suïssa                                 | Terra batuda | Jiří Novák            | 7−5, 3−6, 3−6, 6−1, 3−6            |
| Guanyador | 10.  | 6 d'octubre de 2003    | Viena (2)                                      | Dura (i)     | Carles Moyà           | 6−3, 6−3, 6−3                      |
| Guanyador | 11.  | 10 de novembre de 2003 | Tennis Masters Cup, Houston, Estats Units      | Dura         | Andre Agassi          | 6−3, 6−0, 6−4                      |
| Guanyador | 12.  | 19 de gener de 2004    | Open d'Austràlia, Austràlia                    | Dura         | Marat Safin           | 7−6(3), 6−4, 6−2                   |
| Guanyador | 13.  | 1 de març de 2004      | Dubai (2)                                      | Dura         | Feliciano López       | 4−6, 6−1, 6−2                      |
| Guanyador | 14.  | 8 de març de 2004      | Indian Wells, Estats Units                     | Dura         | Tim Henman            | 6−3, 6−3                           |
| Guanyador | 15.  | 10 de maig de 2004     | Hamburg (2)                                    | Terra batuda | Guillermo Coria       | 4−6, 6−4, 6−2, 6−3                 |
| Guanyador | 16.  | 7 de juny de 2004      | Halle (2)                                      | Gespa        | Mardy Fish            | 6−0, 6−3                           |
| Guanyador | 17.  | 21 de juny de 2004     | Wimbledon (2)                                  | Gespa        | Andy Roddick          | 4−6, 7−5, 7−6(3), 6−4              |
| Guanyador | 18.  | 5 de juliol de 2004    | Gstaad, Suïssa                                 | Terra batuda | Ígor Andréiev         | 6−2, 6−3, 5−7, 6−3                 |
| Guanyador | 19.  | 26 de julilo de 2004   | Toronto, Canadà                                | Dura         | Andy Roddick          | 7−5, 6−3                           |
| Guanyador | 20.  | 30 d'agost de 2004     | US Open, Estats Units                          | Dura         | Lleyton Hewitt        | 6−0, 7−6(3), 6−0                   |
| Guanyador | 21.  | 27 de setembre de 2004 | Bangkok, Tailàndia                             | Dura (i)     | Andy Roddick          | 6−4, 6−0                           |
| Guanyador | 22.  | 15 de novembre de 2004 | Tennis Masters Cup, Houston (2)                | Dura         | Lleyton Hewitt        | 6−3, 6−2                           |
| Guanyador | 23.  | 3 de gener de 2005     | Doha, Qatar                                    | Dura         | Ivan Ljubičić         | 6−3, 6−1                           |
| Guanyador | 24.  | 14 de febrer de 2005   | Rotterdam, Països Baixos                       | Dura (i)     | Ivan Ljubičić         | 5−7, 7−5, 7−6(5)                   |
| Guanyador | 25.  | 21 de febrer de 2005   | Dubai (3)                                      | Dura         | Ivan Ljubičić         | 6−1, 6−7(6), 6−3                   |
| Guanyador | 26.  | 7 de març de 2005      | Indian Wells (2)                               | Dura         | Lleyton Hewitt        | 6−2, 6−4, 6−4                      |
| Guanyador | 27.  | 21 de març de 2005     | Miami, Estats Units                            | Dura         | Rafael Nadal          | 2−6, 6−7(4), 7−6(5), 6−3, 6−1      |
| Guanyador | 28.  | 9 de maig de 2005      | Hamburg (3)                                    | Terra batuda | Richard Gasquet       | 6−3, 7−5, 7−6(4)                   |
| Guanyador | 29.  | 6 de juny de 2005      | Halle (3)                                      | Gespa        | Marat Safin           | 6−4, 6−7(6), 6−4                   |
| Guanyador | 30.  | 20 de juny de 2005     | Wimbledon (3)                                  | Gespa        | Andy Roddick          | 6−2, 7−6(2), 6−4                   |
| Guanyador | 31.  | 15 d'agost de 2005     | Cincinnati, Estats Units                       | Dura         | Andy Roddick          | 6−3, 7−5                           |
| Guanyador | 32.  | 29 d'agost de 2005     | US Open (2)                                    | Dura         | Andre Agassi          | 6−3, 2−6, 7−6(1), 6−1              |
| Guanyador | 33.  | 26 de setembre de 2005 | Bangkok, Tailàndia                             | Dura (i)     | Andy Murray           | 6−3, 7−5                           |
| Finalista | 9.   | 20 de novembre de 2005 | Tennis Masters Cup, Xangai, Xina               | Moqueta (i)  | David Nalbandian      | 7−6(4), 7−6(11), 2−6, 1−6, 6−7(3)  |
| Guanyador | 34.  | 2 de gener de 2006     | Doha (2)                                       | Dura         | Gaël Monfils          | 6−3, 7−6(5)                        |
| Guanyador | 35.  | 16 de gener de 2006    | Open d'Austràlia (2)                           | Dura         | Markos Bagdatís       | 5−7, 7−5, 6−0, 6−2                 |
| Finalista | 10.  | 3 de març de 2006      | Dubai, Emirats Àrabs Units                     | Dura         | Rafael Nadal          | 6−2, 4−6, 4−6                      |
| Guanyador | 36.  | 10 de març de 2006     | Indian Wells (3)                               | Dura         | James Blake           | 7−5, 6−3, 6−0                      |
| Guanyador | 37.  | 22 de març de 2006     | Miami (2)                                      | Dura         | Ivan Ljubičić         | 7−6(5), 7−6(4), 7−6(6)             |
| Finalista | 11.  | 23 d'abril de 2006     | Montecarlo, Mònaco                             | Terra batuda | Rafael Nadal          | 2−6, 7−6(2), 3−6, 6−7(5)           |
| Finalista | 12.  | 4 de maig de 2006      | Roma (2)                                       | Terra batuda | Rafael Nadal          | 7−6(0), 6−7(5), 4−6, 6−2, 6−7(5)   |
| Finalista | 13.  | 11 de juny de 2006     | Roland Garros, França                          | Terra batuda | Rafael Nadal          | 6−1, 1−6, 4−6, 6−7(4)              |
| Guanyador | 38.  | 12 de juny de 2006     | Halle (4)                                      | Gespa        | Tomáš Berdych         | 6−0, 6−7(4), 6−2                   |
| Guanyador | 39.  | 26 de juny de 2006     | Wimbledon (4)                                  | Gespa        | Rafael Nadal          | 6−0, 7−6(5), 6−7(2), 6−3           |
| Guanyador | 40.  | 7 d'agost de 2006      | Toronto (2)                                    | Dura         | Richard Gasquet       | 2−6, 6−3, 6−2                      |
| Guanyador | 41.  | 10 de setembre de 2006 | US Open (3)                                    | Dura         | Andy Roddick          | 6−2, 4−6, 7−5, 6−1                 |
| Guanyador | 42.  | 2 d'octubre de 2006    | Tòquio, Japó                                   | Dura         | Tim Henman            | 6−3, 6−3                           |
| Guanyador | 43.  | 16 d'octubre de 2006   | Madrid, Espanya                                | Dura (i)     | Fernando González     | 7−5, 6−1, 6−0                      |
| Guanyador | 44.  | 23 d'octubre de 2006   | Basilea, Suïssa                                | Moqueta (i)  | Fernando González     | 6−3, 6−2, 7−6(3)                   |
| Guanyador | 45.  | 12 de novembre de 2006 | Tennis Masters Cup, Xangai, Xina (3)           | Dura (i)     | James Blake           | 6−0, 6−3, 6−4                      |
| Guanyador | 46.  | 28 de gener de 2007    | Open d'Austràlia (3)                           | Dura         | Fernando González     | 7−6(2), 6−4, 6−4                   |
| Guanyador | 47.  | 3 de març de 2007      | Dubai (4)                                      | Dura         | Mikhaïl Iujni         | 6−4, 6−3                           |
| Finalista | 14.  | 22 d'abril de 2007     | Montecarlo (2)                                 | Terra batuda | Rafael Nadal          | 4−6, 4−6                           |
| Guanyador | 48.  | 20 de maig de 2007     | Hamburg (4)                                    | Terra batuda | Rafael Nadal          | 2−6, 6−2, 6−0                      |
| Finalista | 15.  | 10 de juny de 2007     | Roland Garros (2)                              | Terra batuda | Rafael Nadal          | 3−6, 6−4, 3−6, 4−6                 |
| Guanyador | 49.  | 8 de juliol de 2007    | Wimbledon (5)                                  | Gespa        | Rafael Nadal          | 7−6(7), 4−6, 7−6(3), 2−6, 6−2      |
| Finalista | 16.  | 12 d'agost de 2007     | Mont-real                                      | Dura         | Novak Đoković         | 6−7(2), 6−2, 6−7(2)                |
| Guanyador | 50.  | 19 d'agost de 2007     | Cincinnati (2)                                 | Dura         | James Blake           | 6−1, 6−4                           |
| Guanyador | 51.  | 9 de setembre de 2007  | US Open (4)                                    | Dura         | Novak Đoković         | 7−6(4), 7−6(2), 6−4                |
| Finalista | 17.  | 21 d'octubre de 2007   | Madrid, Espanya                                | Dura (i)     | David Nalbandian      | 6−1, 3−6, 3−6                      |
| Guanyador | 52.  | 28 d'octubre de 2007   | Basilea (2)                                    | Dura (i)     | Jarkko Nieminen       | 6−3, 6−4                           |
| Guanyador | 53.  | 18 de novembre de 2007 | Tennis Masters Cup, Xangai (4)                 | Dura (i)     | David Ferrer          | 6−2, 6−3, 6−2                      |
| Guanyador | 54.  | 20 d'abril de 2008     | Estoril, Portugal                              | Terra batuda | Nikolai Davidenko     | 7−6(5), 1−2 i retirada             |
| Finalista | 18.  | 27 d'abril de 2008     | Montecarlo (3)                                 | Terra batuda | Rafael Nadal          | 5−7, 5−7                           |
| Finalista | 19.  | 18 de maig de 2008     | Hamburg, Alemanya                              | Terra batuda | Rafael Nadal          | 5−7, 7−6(3), 3−6                   |
| Finalista | 20.  | 8 de juny de 2008      | Roland Garros (3)                              | Terra batuda | Rafael Nadal          | 1−6, 3−6, 0−6                      |
| Guanyador | 55.  | 15 de juny de 2008     | Halle (5)                                      | Gespa        | Philipp Kohlschreiber | 6−3, 6−4                           |
| Finalista | 21.  | 6 de juliol de 2008    | Wimbledon, Regne Unit                          | Gespa        | Rafael Nadal          | 4−6, 4−6, 7−6(5), 7−6(8), 7−9      |
| Guanyador | 56.  | 9 de setembre de 2008  | US Open (5)                                    | Dura         | Andy Murray           | 6−2, 7−5, 6−2                      |
| Guanyador | 57.  | 26 d'octubre de 2008   | Basilea (3)                                    | Dura (i)     | David Nalbandian      | 6−3, 6−4                           |
| Finalista | 22.  | 1 de febrer de 2009    | Australia Open, Austràlia                      | Dura         | Rafael Nadal          | 5−7, 6−3, 6−7(3), 6−3, 2−6         |
| Guanyador | 58.  | 17 de maig de 2009     | Madrid (2)                                     | Terra batuda | Rafael Nadal          | 6−4, 6−4                           |
| Guanyador | 59.  | 7 de juny de 2009      | Roland Garros, França                          | Terra batuda | Robin Söderling       | 6−1, 7−6(1), 6−4                   |
| Guanyador | 60.  | 5 de juliol de 2009    | Wimbledon (6)                                  | Gespa        | Andy Roddick          | 5−7, 7−6(6), 7−6(5), 3−6, 16−14    |
| Guanyador | 61.  | 23 d'agost de 2009     | Cincinnati (3)                                 | Dura         | Novak Đoković         | 6−1, 7−5                           |
| Finalista | 23.  | 14 de setembre de 2009 | US Open, Estats Units                          | Dura         | Juan Martín del Potro | 6−3, 6−7(5), 6−4, 6−7(4), 2−6      |
| Finalista | 24.  | 8 de novembre de 2009  | Basilea, Suïssa                                | Dura (i)     | Novak Đoković         | 4−6, 6−4, 2−6                      |
| Guanyador | 62.  | 31 de gener de 2010    | Open d'Austràlia (4)                           | Dura         | Andy Murray           | 6−3, 6−4, 7−6(11)                  |
| Finalista | 25.  | 16 de maig de 2010     | Madrid (3)                                     | Terra batuda | Rafael Nadal          | 4−6, 6−7(5)                        |
| Finalista | 26.  | 13 de juny de 2010     | Halle, Alemanya                                | Gespa        | Lleyton Hewitt        | 6−3, 6−7(4), 4−6                   |
| Finalista | 27.  | 15 d'agost de 2010     | Toronto (2)                                    | Dura         | Andy Murray           | 5−7, 5−7                           |
| Guanyador | 63.  | 23 d'agost de 2010     | Cincinnati (4)                                 | Dura         | Mardy Fish            | 6−7(5), 7−6(1), 6−4                |
| Finalista | 28.  | 17 d'octubre de 2010   | Xangai, Xina                                   | Dura         | Andy Murray           | 3−6, 2−6                           |
| Guanyador | 64.  | 24 d'octubre de 2010   | Estocolm, Suècia                               | Dura (i)     | Florian Mayer         | 6−4, 6−3                           |
| Guanyador | 65.  | 7 de novembre de 2010  | Basilea (4)                                    | Dura (i)     | Novak Đoković         | 6−4, 3−6, 6−1                      |
| Guanyador | 66.  | 28 de novembre de 2010 | ATP World Tour Finals, Londres, Regne Unit (5) | Dura (i)     | Rafael Nadal          | 6−3, 3−6, 6−1                      |
| Guanyador | 67.  | 8 de gener de 2011     | Doha (3)                                       | Dura         | Nikolai Davidenko     | 6−3, 6−4                           |
| Finalista | 29.  | 26 de febrer de 2011   | Dubai (2)                                      | Dura         | Novak Đoković         | 3−6, 3−6                           |
| Finalista | 30.  | 5 de juny de 2011      | Roland Garros (4)                              | Terra batuda | Rafael Nadal          | 5−7, 6−7(3), 7−5, 1−6              |
| Guanyador | 68.  | 6 de novembre de 2011  | Basilea (5)                                    | Dura (i)     | Kei Nishikori         | 6−1, 6−3                           |
| Guanyador | 69.  | 13 de novembre de 2011 | París, França                                  | Dura (i)     | Jo-Wilfried Tsonga    | 6−1, 7−6(3)                        |
| Guanyador | 70.  | 27 de novembre de 2011 | ATP World Tour Finals, Londres (6)             | Dura (i)     | Jo-Wilfried Tsonga    | 6−3, 6−7(6), 6−3                   |
| Guanyador | 71.  | 19 de febrer de 2012   | Rotterdam (2)                                  | Dura (i)     | Juan Martín del Potro | 6−1, 6−4                           |
| Guanyador | 72.  | 3 de març de 2012      | Dubai (5)                                      | Dura         | Andy Murray           | 7−5, 6−4                           |
| Guanyador | 73.  | 18 de març de 2012     | Indian Wells (4)                               | Dura         | John Isner            | 7−6(7), 6−3                        |
| Guanyador | 74.  | 13 de maig de 2012     | Madrid (3)                                     | Terra batuda | Tomáš Berdych         | 3−6, 7−5, 7−5                      |
| Finalista | 31.  | 17 de juny de 2012     | Halle (2)                                      | Gespa        | Tommy Haas            | 6−7(5), 4−6                        |
| Guanyador | 75.  | 8 de juliol de 2012    | Wimbledon (7)                                  | Gespa        | Andy Murray           | 4−6, 7−5, 6−3, 6−4                 |
| Finalista | 32.  | 5 d'agost de 2012      | Jocs Olímpics, Londres, Regne Unit             | Gespa        | Andy Murray           | 2−6, 1−6, 4−6                      |
| Guanyador | 76.  | 19 d'agost de 2012     | Cincinnati (5)                                 | Dura         | Novak Đoković         | 6−0, 7−6(7)                        |
| Finalista | 33.  | 28 d'octubre de 2012   | Basilea (2)                                    | Dura (i)     | Juan Martín del Potro | 4−6, 7−6(5), 6−7(3)                |
| Finalista | 34.  | 12 de novembre de 2012 | ATP World Tour Finals, Londres (2)             | Dura (i)     | Novak Đoković         | 6−7(6), 5−7                        |
| Finalista | 35.  | 19 de maig de 2013     | Roma (3)                                       | Terra batuda | Rafael Nadal          | 1−6, 3−6                           |
| Guanyador | 77.  | 16 de juny de 2013     | Halle (6)                                      | Gespa        | Mikhaïl Iujni         | 6−7(5), 6−3, 6−4                   |
| Finalista | 36.  | 27 d'octubre de 2013   | Basilea (3)                                    | Dura (i)     | Juan Martín del Potro | 6−7(3), 6−2, 4−6                   |
| Finalista | 37.  | 5 de gener de 2014     | Brisbane, Austràlia                            | Dura         | Lleyton Hewitt        | 1−6, 6−4, 3−6                      |
| Guanyador | 78.  | 1 de març de 2014      | Dubai (6)                                      | Dura         | Tomáš Berdych         | 3−6, 6−4, 6−3                      |
| Finalista | 38.  | 16 de març de 2014     | Indian Wells                                   | Dura         | Novak Đoković         | 6−3, 3−6, 6−7(3)                   |
| Finalista | 39.  | 20 d'abril de 2014     | Montecarlo (4)                                 | Terra batuda | Stanislas Wawrinka    | 4−6, 7−6(5), 6−2                   |
| Guanyador | 79.  | 15 de juny de 2014     | Halle (7)                                      | Gespa        | Alejandro Falla       | 7−6(2), 7−6(3)                     |
| Finalista | 40.  | 6 de juliol de 2014    | Wimbledon (2)                                  | Gespa        | Novak Đoković         | 7−6(7), 4−6, 6−7(4), 7−5, 4−6      |
| Finalista | 41.  | 10 d'agost de 2014     | Toronto (3)                                    | Dura         | Jo-Wilfried Tsonga    | 5−7, 6−7(3)                        |
| Guanyador | 80.  | 17 d'agost de 2014     | Cincinnati (6)                                 | Dura         | David Ferrer          | 6−3, 1−6, 6−2                      |
| Guanyador | 81.  | 12 d'octubre de 2014   | Xangai                                         | Dura         | Gilles Simon          | 7−6(6), 7−6(2)                     |
| Guanyador | 82.  | 26 d'octubre de 2014   | Basilea (6)                                    | Dura (i)     | David Goffin          | 6−2, 6−2                           |
| Finalista | 42.  | 16 de novembre de 2014 | ATP World Tour Finals, Londres (3)             | Dura (i)     | Novak Đoković         | Renúncia                           |
| Guanyador | 83.  | 11 de gener de 2015    | Brisbane                                       | Dura         | Milos Raonic          | 6−4, 6−7(2), 6−4                   |
| Guanyador | 84.  | 28 de febrer de 2015   | Dubai (7)                                      | Dura         | Novak Đoković         | 6−3, 7−5                           |
| Finalista | 43.  | 22 de març de 2015     | Indian Wells (2)                               | Dura         | Novak Đoković         | 3−6, 7−6(5), 2−6                   |
| Guanyador | 85.  | 3 de maig de 2015      | Istanbul, Turquia                              | Terra batuda | Pablo Cuevas          | 6−3, 7−6(11)                       |
| Finalista | 44.  | 17 de maig de 2015     | Roma (4)                                       | Terra batuda | Novak Đoković         | 4−6, 3−6                           |
| Guanyador | 86.  | 21 de juny de 2015     | Halle (8)                                      | Gespa        | Andreas Seppi         | 7−6(1), 6−4                        |
| Finalista | 45.  | 12 de juliol de 2015   | Wimbledon (3)                                  | Gespa        | Novak Đoković         | 6−7(1), 7−6(10), 4−6, 3−6          |
| Guanyador | 87.  | 23 d'agost de 2015     | Cincinnati (7)                                 | Dura         | Novak Đoković         | 7−6(1), 6−3                        |
| Finalista | 46.  | 13 de setembre de 2015 | US Open (2)                                    | Dura         | Novak Đoković         | 4−6, 7−5, 4−6, 4−6                 |
| Guanyador | 88.  | 1 de novembre de 2015  | Basilea (7)                                    | Dura (i)     | Rafael Nadal          | 6−3, 5−7, 6−3                      |
| Finalista | 47.  | 22 de novembre de 2015 | ATP World Tour Finals, Londres (4)             | Dura (i)     | Novak Đoković         | 3−6, 4−6                           |
| Finalista | 48.  | 10 de gener de 2016    | Brisbane (2)                                   | Dura         | Milos Raonic          | 4−6, 4−6                           |
| Guanyador | 89.  | 29 de gener de 2017    | Open d'Austràlia (5)                           | Dura         | Rafael Nadal          | 6−4, 3−6, 6−1, 3−6, 6−3            |
| Guanyador | 90.  | 19 de març de 2017     | Indian Wells (5)                               | Dura         | Stan Wawrinka         | 6−4, 7−5                           |
| Guanyador | 91.  | 2 d'abril de 2017      | Miami (3)                                      | Dura         | Rafael Nadal          | 6−3, 6−4                           |
| Guanyador | 92.  | 25 de juny de 2017     | Halle (9)                                      | Gespa        | Alexander Zverev      | 6−1, 6−3                           |
| Guanyador | 93.  | 16 de juliol de 2017   | Wimbledon (8)                                  | Gespa        | Marin Čilić           | 6−3, 6−1, 6−4                      |
| Finalista | 49.  | 13 d'agost de 2017     | Mont-real (4)                                  | Dura         | Alexander Zverev      | 3−6, 4−6                           |
| Guanyador | 94.  | 15 d'octubre de 2017   | Xangai (2)                                     | Dura         | Rafael Nadal          | 6−4, 6−3                           |
| Guanyador | 95.  | 29 d'octubre de 2017   | Basilea (8)                                    | Dura (i)     | Juan Martín del Potro | 6−7(5), 6−4, 6−3                   |
| Guanyador | 96.  | 28 de gener de 2018    | Open d'Austràlia (6)                           | Dura         | Marin Čilić           | 6−2, 6−7(5), 6−3, 3−6, 6−1         |
| Guanyador | 97.  | 18 de febrer de 2018   | Rotterdam (3)                                  | Dura (i)     | Grigor Dimitrov       | 6−2, 6−2                           |
| Finalista | 50.  | 18 de març de 2018     | Indian Wells (3)                               | Dura         | Juan Martín del Potro | 4−6, 7−6(8), 6−7(2)                |
| Guanyador | 98.  | 17 de juny de 2018     | Stuttgart, Alemanya                            | Gespa        | Milos Raonic          | 6−4, 7−6(3)                        |
| Finalista | 51.  | 24 de juny de 2018     | Halle (3)                                      | Gespa        | Borna Ćorić           | 6−7(6), 6−3, 2−6                   |
| Finalista | 52.  | 19 d'agost de 2018     | Cincinnati                                     | Dura         | Novak Đoković         | 4−6, 4−6                           |
| Guanyador | 99.  | 28 d'octubre de 2018   | Basilea (9)                                    | Dura (i)     | Marius Copil          | 7−6(5), 6−4                        |
| Guanyador | 100. | 2 de març de 2019      | Dubai (7)                                      | Dura         | Stéfanos Tsitsipàs    | 6−4, 6−4                           |
| Finalista | 53.  | 17 de març de 2019     | Indian Wells (4)                               | Dura         | Dominic Thiem         | 6−3, 3−6, 5−7                      |
| Guanyador | 101. | 31 de març de 2019     | Miami (4)                                      | Dura         | John Isner            | 6−1, 6−4                           |
| Guanyador | 102. | 23 de juny de 2019     | Halle (10)                                     | Gespa        | David Goffin          | 7−6(2), 6−1                        |
| Finalista | 54.  | 14 de juliol de 2019   | Wimbledon (4)                                  | Gespa        | Novak Đoković         | 6−7(5), 6−1, 6−7(4), 6−4, 12−13(3) |
| Guanyador | 103. | 27 d'octubre de 2019   | Basilea (10)                                   | Dura (i)     | Alex de Minaur        | 6−2, 6−2                           |

#### Períodes com a número 1
| Núm. | Precedit per  | Dates                   | Succeït per   | Setmanes | Acumulat |
| ---- | ------------- | ----------------------- | ------------- | -------- | -------- |
| 1.   | Andy Roddick  | 02/02/2004 − 17/08/2008 | Rafael Nadal  | 237      | 237      |
| 2.   | Rafael Nadal  | 06/07/2009 − 06/06/2010 | Rafael Nadal  | 48       | 285      |
| 3.   | Novak Đoković | 09/07/2012 − 04/11/2012 | Novak Đoković | 17       | 302      |
| 4.   | Rafael Nadal  | 19/02/2018 − 02/04/2018 | Rafael Nadal  | 6        | 308      |
| 5.   | Rafael Nadal  | 13/05/2018 − 20/05/2018 | Rafael Nadal  | 1        | 309      |
| 6.   | Rafael Nadal  | 18/06/2018 − 24/06/2018 | Rafael Nadal  | 1        | 310      |

### Dobles: 14 (8−6)
| Llegenda (pre/post 2009)                                 |
| -------------------------------------------------------- |
| Grand Slams (0−0)                                        |
| Jocs Olímpics Or (1)                                     |
| Tennis Masters Cup / ATP Finals (0−0)                    |
| ATP Masters Series / ATP World Tour Masters 1000 (1−2)   |
| ATP International Series Gold / ATP World Tour 500 (3−1) |
| ATP International Series / ATP World Tour 250 (3−3)      |

| Títols per superfície |
| --------------------- |
| Dura (5−4)            |
| Gespa (1−1)           |
| Terra batuda (1−0)    |
| Moqueta (1−1)         |

| Resultat  | Núm. | Data                 | Torneig                     | Superfície   | Parella            | Oponents                            | Marcador              |
| --------- | ---- | -------------------- | --------------------------- | ------------ | ------------------ | ----------------------------------- | --------------------- |
| Finalista | 1.   | 29 d'octubre de 2000 | Basilea, Suïssa             | Moqueta (i)  | Dominik Hrbatý     | Donald Johnson Piet Norval          | 6−7(11), 6−4, 6−7(4)  |
| Guanyador | 1.   | 25 de febrer de 2001 | Rotterdam, Països Baixos    | Dura (i)     | Jonas Björkman     | Petr Pála Pavel Vízner              | 6−3, 6−0              |
| Guanyador | 2.   | 15 de juliol de 2001 | Gstaad, Suïssa              | Terra batuda | Marat Safin        | Michael Hill Jeff Tarango           | 0−1, retirada         |
| Guanyador | 3.   | 24 de febrer de 2002 | Rotterdam (2)               | Dura (i)     | Max Mirnyi         | Mark Knowles Daniel Nestor          | 4−6, 6−3, [10−4]      |
| Finalista | 2.   | 17 de març de 2002   | Indian Wells, Estats Units  | Dura         | Max Mirnyi         | Mark Knowles Daniel Nestor          | 4−6, 4−6              |
| Guanyador | 4.   | 6 d'octubre de 2002  | Moscou, Rússia              | Moqueta (i)  | Max Mirnyi         | Joshua Eagle Sandon Stolle          | 6−4, 7−6(0)           |
| Finalista | 3.   | 23 de febrer de 2003 | Rotterdam, Països Baixos    | Dura (i)     | Max Mirnyi         | Wayne Arthurs Paul Hanley           | 6−7(4), 2−6           |
| Guanyador | 5.   | 30 de març de 2003   | Miami, Estats Units         | Dura         | Max Mirnyi         | Leander Paes David Rikl             | 7−5, 6−3              |
| Guanyador | 6.   | 12 d'octubre de 2003 | Viena, Àustria              | Dura (i)     | Yves Allegro       | Mahesh Bhupathi Max Mirnyi          | 7−6(7), 7−5           |
| Finalista | 4.   | 3 d'octubre de 2004  | Bangkok, Tailàndia          | Dura (i)     | Yves Allegro       | Justin Gimelstob Graydon Oliver     | 7−5, 4−6, 4−6         |
| Guanyador | 7.   | 12 de juny de 2005   | Halle, Alemanya             | Gespa        | Yves Allegro       | Joachim Johansson Marat Safin       | 7−5, 6−7(6), 6−3      |
| Guanyador | 8.   | 16 d'agost de 2008   | Jocs Olímpics, Pequín, Xina | Dura         | Stanislas Wawrinka | Simon Aspelin Thomas Johansson      | 6−3, 6−4, 6−7(4), 6−3 |
| Finalista | 5.   | 13 de març de 2011   | Indian Wells (2)            | Dura         | Stanislas Wawrinka | Aleksandr Dolhopòlov Xavier Malisse | 4−6, 7−6(5), [7−10]   |
| Finalista | 6.   | 15 de juny de 2014   | Halle                       | Gespa        | Marco Chiudinelli  | Andre Begemann Julian Knowle        | 6−1, 5−7, [10−12]     |

### Equips: 4 (4−0)
| Resultat  | Núm. | Data                      | Torneig                       | Superfície       | Equips                                         | Oponents                                                         | Marcador |
| --------- | ---- | ------------------------- | ----------------------------- | ---------------- | ---------------------------------------------- | ---------------------------------------------------------------- | -------- |
| Guanyador | 1.   | 6 de gener de 2001        | Copa Hopman, Perth, Austràlia | Dura             | Martina Hingis                                 | Monica Seles Jan-Michael Gambill                                 | 2−1      |
| Guanyador | 2.   | 21-23 de novembre de 2014 | Copa Davis, Lilla, França     | Terra batuda (i) | Marco Chiudinelli Michael Lammer Stan Wawrinka | Julien Benneteau Richard Gasquet Gaël Monfils Jo-Wilfried Tsonga | 3−1      |
| Guanyador | 3.   | 6 de gener de 2018        | Copa Hopman (2)               | Dura             | Belinda Bencic                                 | Angelique Kerber Alexander Zverev                                | 2−1      |
| Guanyador | 4.   | 5 de gener de 2019        | Copa Hopman (3)               | Dura             | Belinda Bencic                                 | Angelique Kerber Alexander Zverev                                | 2−1      |

### Challenger
Individual: 1 (1−0)
| Resultat  | Núm. | Data                 | Torneig       | Superfície | Oponent en la final | Marcador    |
| --------- | ---- | -------------------- | ------------- | ---------- | ------------------- | ----------- |
| Guanyador | 1.   | 31 d'octubre de 1999 | Brest, França | Dura (i)   | Max Mirnyi          | 7−6(4), 6−3 |

Dobles: 1 (1−0)
| Resultat  | Núm. | Data              | Torneig          | Superfície | Parella      | Oponents en la final            | Marcador    |
| --------- | ---- | ----------------- | ---------------- | ---------- | ------------ | ------------------------------- | ----------- |
| Guanyador | 1.   | 2 d'agost de 1999 | Segovia, Espanya | Dura       | Sander Groen | Ota Fukárek Alejandro Hernández | 6−4, 7−6(5) |

## Rivalitats

### Federer−Nadal
Durant la segona meitat de la dècada del 2000, Roger Federer i Rafael Nadal van mantenir un domini aclaparador del circuit de tennis professional masculí, ja que durant aquests anys van ocupar les dues primeres posicions del rànquing. Aquesta hegemonia es va trencar amb la irrupció de Novak Đoković al número 1 l'any 2011, i també amb Andy Murray puntualment. Aquest fet va produir que durant molts anys mantinguessin una gran rivalitat. Federer va accedir al número u del rànquing mundial l'any 2004 i Nadal, cinc anys més jove, va ascendir al número 2 del rànquing l'any 2005. Aquestes posicions es van mantenir així fins que Nadal el va superar l'any 2008. Malgrat que Federer va ocupar durant molt més temps el lloc més alt del rànquing, Nadal dominà amb claredat els enfrontaments directes.
Deixant a banda el primer enfrontament que es va produir a segona ronda del Masters de Miami l'any 2004, quan Nadal feia poc que havia entrat al circuit i Federer estrenava regnat al número 1 del rànquing, i l'ATP World Tour Finals on poden coincidir en la fase inicial, la resta d'enfrontaments s'han produït sempre en semifinals o finals dels torneigs.
Avui dia, s'han enfrontat un total de 40 ocasions amb 16 victòries de Federer i 24 de Nadal. La majoria d'aquests partits són sobre terra batuda, superfície on Nadal és clarament superior, ja que es considera un dels millors de la història mentre que pel suís és la pitjor, el registre és de 14-2, i a més, ha guanyat tots els partits a cinc sets. Sobre gespa, la superfície preferida de Federer, el suís guanya per 3-1, els tres primers partits en la final de Wimbledon. Sobre pista dura, el resultat és també molt igualat amb 11−9, però amb el detall que el suís ha guanyat la majoria d'enfrontaments en pista interior. En aquesta superfície destaca el fet que Federer el va superar en els quatre primers enfrontaments de Copa Masters i, curiosament, mai han coincidit en el US Open malgrat que ambdós l'han guanyat. Pel que fa exclusivament a les finals Nadal també domina per 14–10 victòries.
Ambdós tennistes posseeixen rècords de victòries consecutives sobre una mateixa superfície, Federer sobre gespa (65) i pista dura (56) mentre que Nadal sobre terra batuda (81), però entre ells no es van trencar aquestes marques.
| Núm. | Any  | Torneig          | Categoria | Superfície   | Ronda | Guanyador | Resultat                         | Durada | Federer | Nadal |
| ---- | ---- | ---------------- | --------- | ------------ | ----- | --------- | -------------------------------- | ------ | ------- | ----- |
| 1.   | 2004 | Miami            | MS/1000   | Dura         | 2R    | Nadal     | 6−3, 6−3                         | 1:10   | 0       | 1     |
| 2.   | 2005 | Miami            | MS/1000   | Dura         | F     | Federer   | 2−6, 6−7(4), 7−6(5), 6−3, 6−1    | 3:43   | 1       | 1     |
| 3.   | 2005 | Roland Garros    | GS        | Terra batuda | SF    | Nadal     | 6−3, 4−6, 6−4, 6−3               | 2:47   | 1       | 2     |
| 4.   | 2006 | Dubai            | Gold/500  | Dura         | F     | Nadal     | 2−6, 6−4, 6−4                    | 1:53   | 1       | 3     |
| 5.   | 2006 | Montecarlo       | MS/1000   | Terra batuda | F     | Nadal     | 6−2, 6−7(2), 6−3, 7−6(5)         | 3:50   | 1       | 4     |
| 6.   | 2006 | Roma             | MS/1000   | Terra batuda | F     | Nadal     | 6−7(0), 7−6(5), 6−4, 2−6, 7−6(5) | 5:05   | 1       | 5     |
| 7.   | 2006 | Roland Garros    | GS        | Terra batuda | F     | Nadal     | 1−6, 6−1, 6−4, 7−6(4)            | 3:02   | 1       | 6     |
| 8.   | 2006 | Wimbledon        | GS        | Gespa        | F     | Federer   | 6−0, 7−6(5), 6−7(2), 6−3         | 2:58   | 2       | 6     |
| 9.   | 2006 | Xangai           | CM        | Dura (i)     | SF    | Federer   | 6−4, 7−5                         | 1:53   | 3       | 6     |
| 10.  | 2007 | Montecarlo       | MS/1000   | Terra batuda | F     | Nadal     | 6−4, 6−4                         | 1:35   | 3       | 7     |
| 11.  | 2007 | Hamburg          | MS/1000   | Terra batuda | F     | Federer   | 2−6, 6−2, 6−0                    | 1:55   | 4       | 7     |
| 12.  | 2007 | Roland Garros    | GS        | Terra batuda | F     | Nadal     | 6−3, 4−6, 6−3, 6−4               | 3:10   | 4       | 8     |
| 13.  | 2007 | Wimbledon        | GS        | Gespa        | F     | Federer   | 7−6(7), 4−6, 7−6(3), 2−6, 6−2    | 3:45   | 5       | 8     |
| 14.  | 2007 | Xangai           | CM        | Dura (i)     | SF    | Federer   | 6−4, 6−1                         | 0:59   | 6       | 8     |
| 15.  | 2008 | Montecarlo       | MS/1000   | Terra batuda | F     | Nadal     | 7−5, 7−5                         | 1:43   | 6       | 9     |
| 16.  | 2008 | Hamburg          | MS/1000   | Terra batuda | F     | Nadal     | 7−5, 6−7(3), 6−3                 | 2:52   | 6       | 10    |
| 17.  | 2008 | Roland Garros    | GS        | Terra batuda | F     | Nadal     | 6−1, 6−3, 6−0                    | 1:48   | 6       | 11    |
| 18.  | 2008 | Wimbledon        | GS        | Gespa        | F     | Nadal     | 6−4, 6−4, 6−7(5), 6−7(8), 9−7    | 4:48   | 6       | 12    |
| 19.  | 2009 | Open d'Austràlia | GS        | Dura         | F     | Nadal     | 7−5, 3−6, 7−6(3), 3−6, 6−2       | 4:23   | 6       | 13    |
| 20.  | 2009 | Madrid           | MS/1000   | Terra batuda | F     | Federer   | 6−4, 6−4                         | 1:26   | 7       | 13    |
| 21.  | 2010 | Madrid           | MS/1000   | Terra batuda | F     | Nadal     | 6−4, 7−6(5)                      | 2:10   | 7       | 14    |
| 22.  | 2010 | Londres          | CM        | Dura (i)     | F     | Federer   | 6−3, 3−6, 6−1                    | 1:37   | 8       | 14    |
| 23.  | 2011 | Miami            | MS/1000   | Dura         | SF    | Nadal     | 6−3, 6−2                         | 1:18   | 8       | 15    |
| 24.  | 2011 | Madrid           | MS/1000   | Terra batuda | SF    | Nadal     | 5−7, 6−1, 6−3                    | 2:36   | 8       | 16    |
| 25.  | 2011 | Roland Garros    | GS        | Terra batuda | F     | Nadal     | 7−5, 6−7(3), 7−5, 6−1            | 3:40   | 8       | 17    |
| 26.  | 2011 | Londres          | CM        | Dura (i)     | RR    | Federer   | 6−3, 6−0                         | 1:00   | 9       | 17    |
| 27.  | 2012 | Open d'Austràlia | GS        | Dura         | SF    | Nadal     | 6−7(5), 6−2, 7−6(5), 6−4         | 3:42   | 9       | 18    |
| 28.  | 2012 | Indian Wells     | MS/1000   | Dura         | SF    | Federer   | 6−3, 6−4                         | 1:32   | 10      | 18    |
| 29.  | 2013 | Indian Wells     | MS/1000   | Dura         | QF    | Nadal     | 6−4, 6−2                         | 1:24   | 10      | 19    |
| 30.  | 2013 | Roma             | MS/1000   | Terra batuda | F     | Nadal     | 6−1, 6−3                         | 1:08   | 10      | 20    |
| 31.  | 2013 | Cincinnati       | MS/1000   | Dura         | QF    | Nadal     | 5−7, 6−4, 6−3                    | 2:14   | 10      | 21    |
| 32.  | 2013 | Londres          | CM        | Dura (i)     | SF    | Nadal     | 7−5, 6−3                         | 1:20   | 10      | 22    |
| 33.  | 2014 | Open d'Austràlia | GS        | Dura         | SF    | Nadal     | 7−6(4), 6−3, 6−3                 | 2:24   | 10      | 23    |
| 34.  | 2015 | Basilea          | Gold/500  | Dura (i)     | F     | Federer   | 6−3, 5−7, 6−3                    | 2:03   | 11      | 23    |
| 35.  | 2017 | Open d'Austràlia | GS        | Dura         | F     | Federer   | 6−4, 3−6, 6−1, 3−6, 6−3          | 3:37   | 12      | 23    |
| 36.  | 2017 | Indian Wells     | MS/1000   | Dura         | 4R    | Federer   | 6−2, 6−3                         | 1:08   | 13      | 23    |
| 37.  | 2017 | Miami            | MS/1000   | Dura         | F     | Federer   | 6−3, 6−4                         | 1:34   | 14      | 23    |
| 38.  | 2017 | Xangai           | MS/1000   | Dura         | F     | Federer   | 6−4, 6−3                         | 1:12   | 15      | 23    |
| −    | 2019 | Indian Wells     | MS/1000   | Dura         | SF    | Federer   | Renúncia                         | −      | 15      | 23    |
| 39.  | 2019 | Roland Garros    | GS        | Terra batuda | SF    | Nadal     | 6−3, 6−4, 6−2                    | 2:25   | 15      | 24    |
| 40.  | 2019 | Wimbledon        | GS        | Gespa        | SF    | Federer   | 7−6(3), 1−6, 6−3, 6−4            | 3:02   | 16      | 24    |

### Federer−Đoković
Novak Đoković i Federer s'han enfrontat 50 vegades (més una renúncia de Federer) de les quals Federer n'ha guanyat 23. S'han enfrontat en tres ocasions sobre gespa amb tres victòries per Đoković, el serbi supera per una en pista dura (20-18) i estan empatats sobre terra batuda (4). En el US Open han coincidit en cinc ocasions consecutives, entre elles la primera final de Đoković en un Grand Slam, guanyat les tres primeres i perdent les dues següents. La magnífica ratxa que va realitzar Đoković durant l'inici de la temporada 2011 va finalitzar amb una derrota davant Federer a les semifinals del Roland Garros després de 41 victòries consecutives. Després de Nadal, és el segon tennista amb més victòries sobre Federer.
| Núm. | Any  | Torneig          | Categoria | Superfície   | Ronda | Guanyador | Resultat                           | Durada | Federer | Đoković |
| ---- | ---- | ---------------- | --------- | ------------ | ----- | --------- | ---------------------------------- | ------ | ------- | ------- |
| 1.   | 2006 | Montecarlo       | MS/1000   | Terra batuda | 1R    | Federer   | 6−3, 2−6, 6−3                      | 1:49   | 1       | 0       |
| 2.   | 2006 | Copa Davis       | CD        | Dura (i)     | 1R    | Federer   | 6−3, 2−6, 6−3                      | 1:58   | 2       | 0       |
| 3.   | 2007 | Open d'Austràlia | GS        | Dura         | 4R    | Federer   | 6−2, 7−5, 6−3                      | 1:50   | 3       | 0       |
| 4.   | 2007 | Dubai            | Gold/500  | Dura         | QF    | Federer   | 6−3, 6−7(6), 6−3                   | 2:03   | 4       | 0       |
| 5.   | 2007 | Canadà           | MS/1000   | Dura         | F     | Đoković   | 7−6(2), 2−6, 7−6(2)                | 2:13   | 4       | 1       |
| 6.   | 2007 | US Open          | GS        | Dura         | F     | Federer   | 7−6(4), 7−6(2), 6−4                | 2:24   | 5       | 1       |
| 7.   | 2008 | Open d'Austràlia | GS        | Dura         | SF    | Đoković   | 7−5, 6−3, 7−6(5)                   | 2:26   | 5       | 2       |
| 8.   | 2008 | Montecarlo       | MS/1000   | Terra batuda | SF    | Federer   | 6−3, 3−2, retirada                 | 1:12   | 6       | 2       |
| 9.   | 2008 | US Open          | GS        | Dura         | SF    | Federer   | 6−3, 5−7, 7−5, 6−2                 | 2:44   | 7       | 2       |
| 10.  | 2009 | Miami            | MS/1000   | Dura         | SF    | Đoković   | 3−6, 6−2, 6−3                      | 1:46   | 7       | 3       |
| 11.  | 2009 | Roma             | MS/1000   | Terra batuda | SF    | Đoković   | 4−6, 6−3, 6−3                      | 2:11   | 7       | 4       |
| 12.  | 2009 | Cincinnati       | MS/1000   | Dura         | F     | Federer   | 6−1, 7−5                           | 2:07   | 8       | 4       |
| 13.  | 2009 | US Open          | GS        | Dura         | SF    | Federer   | 7−6(3), 7−5, 7−5                   | 2:34   | 9       | 4       |
| 14.  | 2009 | Basilea          | Gold/500  | Dura (i)     | F     | Đoković   | 6−4, 4−6, 6−2                      | 2:11   | 9       | 5       |
| 15.  | 2010 | Canadà           | MS/1000   | Dura         | SF    | Federer   | 6−1, 3−6, 7−5                      | 2:22   | 10      | 5       |
| 16.  | 2010 | US Open          | GS        | Dura         | SF    | Đoković   | 5−7, 6−1, 5−7, 6−2, 7−5            | 3:44   | 10      | 6       |
| 17.  | 2010 | Xangai           | MS/1000   | Dura         | SF    | Federer   | 7−5, 6−2                           | 1:42   | 11      | 6       |
| 18.  | 2010 | Basilea          | Gold/500  | Dura (i)     | F     | Federer   | 6−4, 3−6, 6−1                      | 1:55   | 12      | 6       |
| 19.  | 2010 | Londres          | CM        | Dura (i)     | SF    | Federer   | 6−1, 6−4                           | 1:21   | 13      | 6       |
| 20.  | 2011 | Open d'Austràlia | GS        | Dura         | SF    | Đoković   | 7−6(3), 7−5, 6−4                   | 3:00   | 13      | 7       |
| 21.  | 2011 | Dubai            | Gold/500  | Dura         | F     | Đoković   | 6−3, 6−3                           | 1:12   | 13      | 8       |
| 22.  | 2011 | Indian Wells     | MS/1000   | Dura         | SF    | Đoković   | 6−3, 3−6, 6−2                      | 2:07   | 13      | 9       |
| 23.  | 2011 | Roland Garros    | GS        | Terra batuda | SF    | Federer   | 7−6(5), 6−3, 3−6, 7−6(5)           | 3:39   | 14      | 9       |
| 24.  | 2011 | US Open          | GS        | Dura         | SF    | Đoković   | 6−7(7), 4−6, 6−3, 6−2, 7−5         | 3:51   | 14      | 10      |
| 25.  | 2012 | Roma             | MS/1000   | Terra batuda | SF    | Đoković   | 6−2, 7−6(4)                        | 1:39   | 14      | 11      |
| 26.  | 2012 | Roland Garros    | GS        | Terra batuda | SF    | Đoković   | 6−4, 7−5, 6−3                      | 2:05   | 14      | 12      |
| 27.  | 2012 | Wimbledon        | GS        | Gespa        | SF    | Federer   | 6−3, 3−6, 6−4, 6−3                 | 2:19   | 15      | 12      |
| 28.  | 2012 | Cincinnati       | MS/1000   | Dura         | F     | Federer   | 6−0, 7−6(7)                        | 1:20   | 16      | 12      |
| 29.  | 2012 | Londres          | CM        | Dura (i)     | F     | Đoković   | 7−6(6), 7−5                        | 2:14   | 16      | 13      |
| 30.  | 2013 | París            | MS/1000   | Dura (i)     | SF    | Đoković   | 4−6, 6−3, 6−2                      | 2:00   | 16      | 14      |
| 31.  | 2013 | Londres          | CM        | Dura (i)     | RR    | Đoković   | 6−4, 6−7(2), 6−2                   | 2:22   | 16      | 15      |
| 32.  | 2014 | Dubai            | Gold/500  | Dura         | SF    | Federer   | 3−6, 6−3, 6−2                      | 1:45   | 17      | 15      |
| 33.  | 2014 | Indian Wells     | MS/1000   | Dura         | F     | Đoković   | 3−6, 6−3, 7−6(3)                   | 2:15   | 17      | 16      |
| 34.  | 2014 | Montecarlo       | MS/1000   | Terra batuda | SF    | Federer   | 7−5, 5−2                           | 1:15   | 18      | 16      |
| 35.  | 2014 | Wimbledon        | GS        | Gespa        | F     | Đoković   | 6−7(7), 6−4, 7−6(4), 5−7, 6−4      | 3:56   | 18      | 17      |
| 36.  | 2014 | Xangai           | MS/1000   | Dura         | SF    | Federer   | 6−4, 6−4                           | 1:35   | 19      | 17      |
| −    | 2014 | Londres          | CM        | Dura (i)     | F     | Đoković   | Renúncia                           | −      | 19      | 17      |
| 37.  | 2015 | Dubai            | Gold/500  | Dura         | F     | Federer   | 6−3, 7−5                           | 1:24   | 20      | 17      |
| 38.  | 2015 | Indian Wells     | MS/1000   | Dura         | F     | Đoković   | 6−3, 6−7(5), 6−2                   | 2:17   | 20      | 18      |
| 39.  | 2015 | Roma             | MS/1000   | Terra batuda | F     | Đoković   | 6−4, 6−3                           | 1:15   | 20      | 19      |
| 40.  | 2015 | Wimbledon        | GS        | Gespa        | F     | Đoković   | 7−6(1), 6−7(10), 6−4, 6−3          | 2:55   | 20      | 20      |
| 41.  | 2015 | Cincinnati       | MS/1000   | Dura         | F     | Federer   | 7−6(1), 6−3                        | 1:30   | 21      | 20      |
| 42.  | 2015 | US Open          | GS        | Dura         | F     | Đoković   | 6−4, 7−5, 6−4, 6−4                 | 3:20   | 21      | 21      |
| 43.  | 2015 | Londres          | CM        | Dura (i)     | RR    | Federer   | 7−5, 6−2                           | 1:17   | 22      | 21      |
| 44.  | 2015 | Londres          | CM        | Dura (i)     | F     | Đoković   | 6−3, 6−4                           | 1:20   | 22      | 22      |
| 45.  | 2016 | Open d'Austràlia | GS        | Dura         | SF    | Đoković   | 6−1, 6−2, 3−6, 6−3                 | 2:19   | 22      | 23      |
| 46.  | 2018 | Cincinnati       | MS/1000   | Dura         | F     | Đoković   | 6−4, 6−4                           | 1:24   | 22      | 24      |
| 47.  | 2018 | París            | MS/1000   | Dura         | SF    | Đoković   | 7−6(6), 5−7, 7−6(3)                | 3:02   | 22      | 25      |
| 48.  | 2019 | Wimbledon        | GS        | Gespa        | F     | Đoković   | 7−6(5), 1−6, 7−6(4), 4−6, 13−12(3) | 4:57   | 22      | 26      |
| 49.  | 2019 | ATP Finals       | CM        | Dura (i)     | RR    | Federer   | 6−4, 6−3                           | 1:13   | 23      | 26      |
| 50.  | 2020 | Open d'Austràlia | GS        | Dura         | SF    | Đoković   | 7−6(1), 6−4, 6−3                   | 2:19   | 23      | 27      |

### Federer−Murray
Andy Murray i Federer s'han enfrontat un total de 25 ocasions de les quals Federer n'ha guanyat 14 per 11. La majoria d'enfrontaments s'han realitzat sobre pista dura amb 12−10 per Federer, mentre que la resta són sobre gespa (2−1), ja que sobre terra batuda no han coincidit en cap torneig. Federer domina els partits de Grand Slam (5−1) i ATP World Tour Finals (4−1), mentre que Murray ho fa en els Masters (6−3). A excepció del Roland Garros, s'han enfrontat en una ocasió en la resta de finals de Grand Slam amb victòria per Federer en totes tres. També van disputar la final olímpica el 2012 amb victòria per Murray. L'escocès va dominar la seva rivalitat inicialment amb un clar avantatge però a poc a poc es va eixugar la diferència i Federer està per davant actualment.
Ambdós tennistes també s'han enfrontat en una ocasió en dobles en la Copa Davis, amb victòria final per Federer.
| Núm. | Any  | Torneig            | Categoria | Superfície | Ronda | Guanyador | Resultat                      | Durada | Federer | Murray |
| ---- | ---- | ------------------ | --------- | ---------- | ----- | --------- | ----------------------------- | ------ | ------- | ------ |
| 1.   | 2005 | Bangkok            | 250       | Dura (i)   | F     | Federer   | 6−3, 7−5                      | 1:26   | 1       | 0      |
| 2.   | 2006 | Cincinnati         | MS/1000   | Dura       | 3R    | Murray    | 7−5, 6−4                      | 1:37   | 1       | 1      |
| 3.   | 2008 | Dubai              | Gold/500  | Dura       | 3R    | Murray    | 6−7(6), 6−3, 6−4              | 1:55   | 1       | 2      |
| 4.   | 2008 | US Open            | GS        | Dura       | F     | Federer   | 6−2, 7−5, 6−2                 | 1:51   | 2       | 2      |
| 5.   | 2008 | Madrid             | MS/1000   | Dura (i)   | SF    | Murray    | 3−6, 6−3, 7−5                 | 1:57   | 2       | 3      |
| 6.   | 2008 | Tennis Masters Cup | CM        | Dura (i)   | RR    | Murray    | 4−6, 7−6(3), 7−5              | 3:01   | 2       | 4      |
| 7.   | 2009 | Doha               | 250       | Dura       | SF    | Murray    | 6−7(6), 6−2, 6−2              | 2:05   | 2       | 5      |
| 8.   | 2009 | Indian Wells       | MS/1000   | Dura       | SF    | Murray    | 6−3, 4−6, 6−1                 | 1:48   | 2       | 6      |
| 9.   | 2009 | Cincinnati         | MS/1000   | Dura       | SF    | Federer   | 6−2, 7−6(8)                   | 1:30   | 3       | 6      |
| 10.  | 2009 | Londres            | CM        | Dura (i)   | RR    | Federer   | 3−6, 6−3, 6−1                 | 1:58   | 4       | 6      |
| 11.  | 2010 | Open d'Austràlia   | GS        | Dura       | F     | Federer   | 6−3, 6−4, 7−6(11)             | 2:41   | 5       | 6      |
| 12.  | 2010 | Mont-real/Toronto  | MS/1000   | Dura       | F     | Murray    | 7−5, 7−5                      | 2:05   | 5       | 7      |
| 13.  | 2010 | Xangai             | MS/1000   | Dura       | F     | Murray    | 6−3, 6−2                      | 1:25   | 5       | 8      |
| 14.  | 2010 | Londres            | CM        | Dura (i)   | RR    | Federer   | 6−4, 6−2                      | 1:17   | 6       | 8      |
| 15.  | 2012 | Dubai              | Gold/500  | Dura       | F     | Federer   | 7−5, 6−4                      | 1:37   | 7       | 8      |
| 16.  | 2012 | Wimbledon          | GS        | Gespa      | F     | Federer   | 4−6, 7−5, 6−3, 6−4            | 3:24   | 8       | 8      |
| 17.  | 2012 | Jocs Olímpics      | JO        | Gespa      | F     | Murray    | 6−2, 6−1, 6−4                 | 1:56   | 8       | 9      |
| 18.  | 2012 | Xangai             | MS/1000   | Dura       | SF    | Murray    | 6−4, 6−4                      | 1:38   | 8       | 10     |
| 19.  | 2012 | Londres            | CM        | Dura (i)   | SF    | Federer   | 7−6(5), 6−2                   | 1:35   | 9       | 10     |
| 20.  | 2013 | Open d'Austràlia   | GS        | Dura       | SF    | Murray    | 6−4, 6−7(5), 6−3, 6−7(2), 6−2 | 4:00   | 9       | 11     |
| 21.  | 2014 | Open d'Austràlia   | GS        | Dura       | QF    | Federer   | 6−3, 6−4, 6−7(6), 6−3         | 3:20   | 10      | 11     |
| 22.  | 2014 | Cincinnati         | MS/1000   | Dura       | QF    | Federer   | 6−3, 7−5                      | 1:33   | 11      | 11     |
| 23.  | 2014 | Londres            | CM        | Dura (i)   | RR    | Federer   | 6−0, 6−1                      | 0:56   | 12      | 11     |
| 24.  | 2015 | Wimbledon          | GS        | Gespa      | SF    | Federer   | 7−5, 7−5, 6−4                 | 2:09   | 13      | 11     |
| 25.  | 2015 | Cincinnati         | MS/1000   | Dura       | SF    | Federer   | 6−4, 7−6(6)                   | 1:39   | 14      | 11     |

Dobles
| Núm. | Any  | Torneig    | Categoria | Superfície       | Ronda | Guanyadors        | Resultat              | Perdedors         | Federer | Murray |
| ---- | ---- | ---------- | --------- | ---------------- | ----- | ----------------- | --------------------- | ----------------- | ------- | ------ |
| 1.   | 2005 | Copa Davis | CD        | Terra batuda (i) | PO GM | Federer / Allegro | 7−5, 2−6, 7−6(1), 6−2 | Murray / Rusedski | 1       | 0      |

### Federer−Hewitt
Roger Federer i Lleyton Hewitt es van enfrontar un total de 27 ocasions de les quals Federer en va guanyar 18 per 9. Malgrat ser de la mateixa fornada, Hewitt va destacar ràpidament i va prevaler en els enfrontaments inicials, però a partir de 2004, es va capgirar totalment i Federer va dominar clarament la rivalitat fins a la retirada de Hewitt. Sobre moqueta va guanyar Hewitt 3−1, en canvi, en la resta de superfícies va dominar Federer, sobre pista dura 13−3, sobre gespa 4−2, i sobre terra batuda va guanyar l'únic enfrontament que es va produir.
| Núm. | Any  | Torneig           | Categoria | Superfície   | Ronda | Guanyador | Resultat                   | Durada | Federer | Hewitt |
| ---- | ---- | ----------------- | --------- | ------------ | ----- | --------- | -------------------------- | ------ | ------- | ------ |
| 1.   | 1999 | Lió               | 250       | Moqueta (i)  | 2R    | Hewitt    | 7−6(4), 2−6, 6−4           | 2:11   | 0       | 1      |
| 2.   | 2000 | Copa Davis        | CD        | Moqueta (i)  | 1R    | Hewitt    | 6−2, 3−6, 7−6(2), 6−1      |        | 0       | 2      |
| 3.   | 2000 | Mont-real/Toronto | MS/1000   | Dura         | 1R    | Hewitt    | 3−6, 6−3, 6−2              | 1:59   | 0       | 3      |
| 4.   | 2000 | Basilea           | 250       | Moqueta (i)  | SF    | Federer   | 6−4, 6−3                   | 2:31   | 1       | 3      |
| 5.   | 2001 | 's-Hertogenbosch  | 250       | Gespa        | SF    | Hewitt    | 6−4, 6−2                   | 1:15   | 1       | 4      |
| 6.   | 2002 | Miami             | MS/1000   | Dura         | SF    | Federer   | 6−3, 6−4                   | 1:29   | 2       | 4      |
| 7.   | 2002 | París             | MS/1000   | Moqueta (i)  | QF    | Hewitt    | 6−4, 6−4                   | 1:31   | 2       | 5      |
| 8.   | 2002 | Xangai            | CM        | Dura (i)     | QF    | Hewitt    | 7−5, 5−7, 7−5              |        | 2       | 6      |
| 9.   | 2003 | Copa Davis        | CD        | Dura         | SF    | Hewitt    | 5−7, 2−6, 7−6(4), 7−5, 6−1 |        | 2       | 7      |
| 10.  | 2004 | Open d'Austràlia  | GS        | Dura         | 4R    | Federer   | 4−6, 6−3, 6−0, 6−4         | 2:18   | 3       | 7      |
| 11.  | 2004 | Hamburg           | MS/1000   | Terra batuda | SF    | Federer   | 6−0, 6−4                   | 1:01   | 4       | 7      |
| 12.  | 2004 | Wimbledon         | GS        | Gespa        | QF    | Federer   | 6−1, 6−7(1), 6−0, 6−4      | 2:20   | 5       | 7      |
| 13.  | 2004 | US Open           | GS        | Dura         | F     | Federer   | 6−0, 7−6(3), 6−0           | 1:49   | 6       | 7      |
| 14.  | 2004 | Houston           | CM        | Dura         | RR    | Federer   | 6−3, 6−4                   |        | 7       | 7      |
| 15.  | 2004 | Houston           | CM        | Dura         | F     | Federer   | 6−3, 6−2                   | 1:07   | 8       | 7      |
| 16.  | 2005 | Indian Wells      | MS/1000   | Dura         | F     | Federer   | 6−2, 6−4, 6−4              | 1:54   | 9       | 7      |
| 17.  | 2005 | Wimbledon         | GS        | Gespa        | SF    | Federer   | 6−3, 6−4, 7−6(4)           | 2:08   | 10      | 7      |
| 18.  | 2005 | US Open           | GS        | Dura         | SF    | Federer   | 6−3, 7−6(0), 4−6, 6−3      | 2:58   | 11      | 7      |
| 19.  | 2007 | Mont-real/Toronto | MS/1000   | Dura         | QF    | Federer   | 6−3, 6−4                   | 1:26   | 12      | 7      |
| 20.  | 2007 | Cincinnati        | MS/1000   | Dura         | SF    | Federer   | 6−3, 6−7(7), 7−6(1)        | 2:35   | 13      | 7      |
| 21.  | 2008 | Wimbledon         | GS        | Gespa        | R16   | Federer   | 7−6(7), 6−2, 6−4           | 1:50   | 14      | 7      |
| 22.  | 2009 | Cincinnati        | MS/1000   | Dura         | QF    | Federer   | 6−3, 6−4                   | 1:10   | 15      | 7      |
| 23.  | 2009 | US Open           | GS        | Dura         | R32   | Federer   | 4−6, 6−3, 7−5, 6−4         | 2:33   | 16      | 7      |
| 24.  | 2010 | Open d'Austràlia  | GS        | Dura         | R16   | Federer   | 6−2, 6−3, 6−4              | 1:55   | 17      | 7      |
| 25.  | 2010 | Halle             | 250       | Dura         | F     | Hewitt    | 3−6, 7−6(4), 6−4           | 2:22   | 17      | 8      |
| 26.  | 2011 | Copa Davis        | CD        | Gespa        | PO GM | Federer   | 5−7, 7−6(5), 6−2, 6−3      |        | 18      | 8      |
| 27.  | 2014 | Brisbane          | 250       | Dura         | F     | Hewitt    | 6−1, 4−6, 6−3              | 2:07   | 19      | 8      |

## Trajectòria

### Individual
| Grand Slams |           |           |           |             |               |               |               |               |               |               |                      |                       |                       |                       |                       |                       |                       |                       |                       |                       |                       |                       |                       |                       |            |            |
| Open d'Austràlia | A         | A         | 3R        | 3R          | 4R            | 4R            | G             | SF            | G             | G             | SF                   | F                     | G                     | SF                    | SF                    | SF                    | SF                    | 3R                    | SF                    | G                     | G                     | 3R                    | SF                    | A                     | 6 / 21     | 102 − 15   |
| Roland Garros | A         | 1R        | 4R        | QF          | 1R            | 1R            | 3R            | SF            | F             | F             | F                    | G                     | QF                    | F                     | SF                    | QF                    | 4R                    | QF                    | A                     | A                     | A                     | SF                    | A                     | 4R                    | 1 / 19     | 73 − 18    |
| Wimbledon | A         | 1R        | 1R        | QF          | 1R            | G             | G             | G             | G             | G             | F                    | G                     | QF                    | QF                    | G                     | 2R                    | F                     | F                     | SF                    | G                     | QF                    | F                     | NC                    | QF                    | 8 / 22     | 105 − 14   |
| US Open | A         | A         | 3R        | 4R          | 4R            | 4R            | G             | G             | G             | G             | G                    | F                     | SF                    | SF                    | QF                    | 4R                    | SF                    | F                     | A                     | QF                    | 4R                    | QF                    | A                     |                       | 5 / 19     | 89 − 14    |
| Victòries−Derrotes | 0−0       | 0−2       | 7−4       | 13−4        | 6−4           | 13−3          | 22−1          | 24−2          | 27−1          | 26−1          | 24−3                 | 26−2                  | 20−3                  | 20−4                  | 20−3                  | 13−4                  | 19−4                  | 18−4                  | 10−2                  | 18−1                  | 14−2                  | 18−4                  |                       |                       | 20 / 78    | 357 − 58   |
| Altres |           |           |           |             |               |               |               |               |               |               |                      |                       |                       |                       |                       |                       |                       |                       |                       |                       |                       |                       |                       |                       |            |            |
| ATP Finals | A         | A         | A         | A           | SF            | G             | G             | F             | G             | G             | RR                   | SF                    | G                     | G                     | F                     | SF                    | F                     | F                     | A                     | SF                    | SF                    | SF                    | A                     |                       | 6 / 17     | 59 − 17    |
| Jocs Olímpics | NC        | NC        | 4t        | No celebrat | No celebrat   | No celebrat   | 2R            | No celebrat   | No celebrat   | No celebrat   | QF                   | No celebrat           | No celebrat           | No celebrat           | F                     | No celebrat           | No celebrat           | No celebrat           | A                     | No celebrat           | No celebrat           | No celebrat           | No celebrat           |                       | 0 / 4      | 13 − 5     |
| ATP Masters Series / ATP World Tour Masters 1000                                                                           |           |           |           |             |               |               |               |               |               |               |                      |                       |                       |                       |                       |                       |                       |                       |                       |                       |                       |                       |                       |                       |            |            |
| Indian Wells | A         | A         | A         | 1R          | 3R            | 2R            | G             | G             | G             | 2R            | SF                   | SF                    | 3R                    | SF                    | G                     | QF                    | F                     | F                     | A                     | G                     | F                     | F                     | NC                    |                       | 5 / 18     | 66 − 13    |
| Miami | A         | 1R        | 2R        | QF          | F             | QF            | 3R            | G             | G             | 4R            | QF                   | SF                    | 4R                    | SF                    | 3R                    | A                     | QF                    | A                     | A                     | G                     | 3R                    | G                     | NC                    | A                     | 4 / 18     | 56 − 14    |
| Montecarlo | A         | 1R        | 1R        | QF          | 2R            | A             | A             | QF            | F             | F             | F                    | 3R                    | A                     | QF                    | A                     | A                     | F                     | 3R                    | QF                    | A                     | A                     | A                     | NC                    | A                     | 0 / 13     | 30 − 13    |
| Hamburg | A         | A         | 1R        | 1R          | G             | 3R            | G             | G             | A             | G             | F                    | Madrid (terra batuda) | Madrid (terra batuda) | Madrid (terra batuda) | Madrid (terra batuda) | Madrid (terra batuda) | Madrid (terra batuda) | Madrid (terra batuda) | Madrid (terra batuda) | Madrid (terra batuda) | Madrid (terra batuda) | Madrid (terra batuda) | Madrid (terra batuda) | Madrid (terra batuda) | 6 / 15     | 49 − 9     |
| Madrid (terra batuda) | Hamburg   | Hamburg   | Hamburg   | Hamburg     | Hamburg       | Hamburg       | Hamburg       | Hamburg       | Hamburg       | Hamburg       | Hamburg              | G                     | F                     | SF                    | G                     | 3R                    | A                     | 2R                    | A                     | A                     | A                     | QF                    | NC                    | A                     | 6 / 15     | 49 − 9     |
| Roma | A         | A         | 1R        | 3R          | 1R            | F             | 2R            | A             | F             | 3R            | QF                   | SF                    | 2R                    | 3R                    | SF                    | F                     | 2R                    | F                     | 3R                    | A                     | A                     | QF                    | A                     | A                     | 0 / 17     | 34 − 16    |
| Toronto/Mont-real | A         | A         | 1R        | A           | 1R            | SF            | G             | A             | G             | F             | 2R                   | QF                    | F                     | 3R                    | A                     | A                     | F                     | A                     | A                     | F                     | A                     | A                     | NC                    |                       | 2 / 12     | 35 − 10    |
| Cincinnati | A         | A         | 1R        | A           | 1R            | 2R            | 1R            | G             | 2R            | G             | 3R                   | G                     | G                     | QF                    | G                     | QF                    | G                     | G                     | A                     | A                     | F                     | 3R                    | A                     |                       | 7 / 17     | 47 − 10    |
| Stuttgart | A         | A         | 2R        | 2R          | Madrid (dura) | Madrid (dura) | Madrid (dura) | Madrid (dura) | Madrid (dura) | Madrid (dura) | Madrid (dura)        | Xangai                | Xangai                | Xangai                | Xangai                | Xangai                | Xangai                | Xangai                | Xangai                | Xangai                | Xangai                | Xangai                | Xangai                | Xangai                | 3 / 15     | 41 − 12    |
| Madrid (dura) | Stuttgart | Stuttgart | Stuttgart | Stuttgart   | QF            | SF            | A             | A             | G             | F             | SF                   | Xangai                | Xangai                | Xangai                | Xangai                | Xangai                | Xangai                | Xangai                | Xangai                | Xangai                | Xangai                | Xangai                | Xangai                |                       | 3 / 15     | 41 − 12    |
| Xangai | Stuttgart | Stuttgart | Stuttgart | Stuttgart   | Madrid (dura) | Madrid (dura) | Madrid (dura) | Madrid (dura) | Madrid (dura) | Madrid (dura) | Madrid (dura)        | A                     | F                     | A                     | SF                    | 3R                    | G                     | 2R                    | A                     | G                     | SF                    | QF                    | NC                    |                       | 3 / 15     | 41 − 12    |
| París | A         | A         | 1R        | 2R          | QF            | QF            | A             | A             | A             | 3R            | QF                   | 2R                    | SF                    | G                     | A                     | SF                    | QF                    | 3R                    | A                     | A                     | SF                    | A                     | A                     |                       | 1 / 13     | 23 − 11    |
| Estadístiques |           |           |           |             |               |               |               |               |               |               |                      |                       |                       |                       |                       |                       |                       |                       |                       |                       |                       |                       |                       |                       |            |            |
| Torneigs | 3         | 14        | 28        | 21          | 25            | 23            | 17            | 15            | 17            | 16            | 19                   | 15                    | 18                    | 16                    | 17                    | 17                    | 17                    | 17                    | 7                     | 12                    | 13                    | 14                    | 1                     |                       | 366        | 366        |
| Finals | 0         | 0         | 2         | 3           | 5             | 9             | 11            | 12            | 16            | 12            | 8                    | 7                     | 9                     | 6                     | 10                    | 3                     | 11                    | 11                    | 1                     | 8                     | 7                     | 6                     | 0                     |                       | 157        | 157        |
| Títols | 0         | 0         | 0         | 1           | 3             | 7             | 11            | 11            | 12            | 8             | 4                    | 4                     | 5                     | 4                     | 6                     | 1                     | 5                     | 6                     | 0                     | 7                     | 4                     | 4                     | 0                     |                       | 103        | 103        |
| Estadístiques per superfície                                                                                               |           |           |           |             |               |               |               |               |               |               |                      |                       |                       |                       |                       |                       |                       |                       |                       |                       |                       |                       |                       |                       |            |            |
| Pista dura | 2−2       | 4−6       | 27−16     | 21−9        | 30−11         | 46−11         | 46−4          | 50−1          | 59−2          | 44−6          | 34−10                | 36−10                 | 47−7                  | 46−7                  | 41−7                  | 28−11                 | 56−7                  | 39−6                  | 8−2                   | 42−4                  | 38−8                  | 33−7                  | 5−1                   |                       | 71 / 221   | 783 − 156  |
| Terra batuda | 0−1       | 0−5       | 3−7       | 9−5         | 12−4          | 15−4          | 16−2          | 15−2          | 16−3          | 16−3          | 21−4                 | 18−2                  | 10−4                  | 12−4                  | 15−3                  | 12−5                  | 8−4                   | 13−4                  | 3−2                   | 0−0                   | 0−0                   | 9−2                   | 0−0                   |                       | 11 / 80    | 226 − 71   |
| Herba | 0−0       | 0−2       | 2−3       | 9−3         | 5−3           | 12−0          | 12−0          | 12−0          | 12−0          | 6−0           | 11−1                 | 7−0                   | 8−2                   | 6−1                   | 15−2                  | 5−1                   | 9−1                   | 11−1                  | 10−3                  | 12−1                  | 12−2                  | 11−1                  | 0−0                   |                       | 19 / 47    | 188 − 28   |
| Moqueta | 0−0       | 9−4       | 4−4       | 10−4        | 11−4          | 5−2           | 0−0           | 4−1           | 5−0           | 2−0           | Superfície eliminada | Superfície eliminada  | Superfície eliminada  | Superfície eliminada  | Superfície eliminada  | Superfície eliminada  | Superfície eliminada  | Superfície eliminada  | Superfície eliminada  | Superfície eliminada  | Superfície eliminada  | Superfície eliminada  | Superfície eliminada  | Superfície eliminada  | 2 / 18     | 50 − 19    |
| Total V − D | 2−3       | 13−17     | 36−30     | 49−21       | 58−22         | 78−17         | 74−6          | 81−4          | 92−5          | 68−9          | 66−15                | 61−12                 | 65−13                 | 64−12                 | 71−12                 | 45−17                 | 73−12                 | 63−11                 | 21−7                  | 54−5                  | 50−10                 | 53−10                 | 5−1                   |                       | 1247 − 274 | 1247 − 274 |
| Rànquing a final d'any | 301       | 64        | 29        | 13          | 6             | 2             | 1             | 1             | 1             | 1             | 2                    | 1                     | 2                     | 3                     | 2                     | 6                     | 2                     | 3                     | 16                    | 2                     | 3                     | 3                     | 5                     |                       | 103 / 366  | 103 / 366  |
| Llegenda: G: Guanyador; F: Finalista; SF: Semifinalista; QF: Quarts de final; Q: Qualificació; A: Absent; RR: Round Robin; |           |           |           |             |               |               |               |               |               |               |                      |                       |                       |                       |                       |                       |                       |                       |                       |                       |                       |                       |                       |                       |            |            |

## Rècords
- Primer jugador de la història en títols de Grand Slam guanyats (20), empatat amb Rafael Nadal.
- Primer lloc en la història en setmanes consecutives com a número 1 (237), superant a Jimmy Connors (160).
- Primer lloc en la història en punts aconseguits en un any (8370), abans que es fes el canvi en el sistema ATP.
- Primer lloc en la història en finals consecutives guanyades (24).
- Primer lloc en la història en finals (25), semifinals (36) i quarts de final (43) de Grand Slam.
- Primer lloc en la història en finals consecutives (10), semifinals consecutives (23) i quarts de final consecutius (36) de Grand Slam.
- Primer jugador de la història en estar present en la final en 18 dels últims 19 Grand Slams.
- Primer lloc en la història en victòries consecutives en herba (65)
- Primer lloc en la història en victòries consecutives en superfície dura (56)
- Primer lloc en la història en títols de Wimbledon (7).
- És un dels 6 jugadors que ha aconseguit completar el Grand Slam durant la seva carrera.
- Primer lloc en la història en premis guanyats en torneigs, amb $88.611.538 i sumant.
- Únic jugador de la història en guanyar 5 vegades consecutives dos Grand Slam diferents (Wimbledon 2003-2007, US Open 2004-2008).
- Jugador que més vegades ha guanyar el Masters d'Hamburg (2002, 2004, 2005, 2007).
- Únic jugador que ha jugat 7 finals consecutives del Wimbledon.

### Guardons
- ITF World Junior Champion (1): 1998
- ITF World Champion (5): 2004, 2005, 2006, 2007, 2009
- ATP European Player of the Year (2): 2003, 2004
- ATP Player of the Year (5): 2004, 2005, 2006, 2007, 2009
- ATP Comeback Player of the Year (1): 2017
- Swiss Sportsman of the Year (7): 2003, 2004, 2006, 2007, 2012, 2014, 2017
- Swiss Team of the Year (2): 2008 amb Stanislas Wawrinka, 2014 amb Wawrinka, Marco Chiudinelli, Michael Lammer, Severin Lüthi
- Swiss of the Year (1): 2003
- Sports Illustrated Tennis Player of the Year (1): 2004
- European Sportsman of the Year (1): 2004, 2005, 2006, 2007, 2009
- Laureus World Sportsman of the Year (5): 2004, 2005, 2006, 2007, 2017
- Laureus World Comeback of the Year (1): 2017
- Stefan Edberg Sportsmanship Award (12): 2005, 2006, 2007, 2008, 2009, 2011, 2012, 2013, 2014, 2015, 2016, 2017
- ESPY Best Male Tennis Player (9): 2005, 2006, 2007, 2008, 2009, 2010, 2017, 2018, 2019
- ESPY Best Male International Athlete (1): 2007
- Time l'inclou en la llista de les 100 persones més importants del món (2007)
- Davis Cup Most Valuable Player (1): 2014 amb Stanislas Wawrinka